# Storia della letteratura latina (31 a.C. - 14 d.C.)
Con letteratura latina augustea si intende un periodo della storia della letteratura latina il cui inizio è convenzionalmente fissato nel 31 a.C. (anno della fine della Repubblica romana con la battaglia di Azio), e la cui fine con la morte del primo imperatore romano, Augusto, nel 14 d.C.. Faceva parte del cosiddetto periodo aureo, chiamato anche classico o di transizione (dalla Repubblica all'Impero), insieme al periodo ciceroniano o cesariano.
Fu certamente uno dei migliori periodi dell'intera storia della letteratura mondiale, grazie alla molteplicità di ingegni che fiorirono contemporaneamente, paragonabile all'età di Pericle o a quella di Luigi XIV di Francia.

## Contesto storico e caratteristiche letterarie

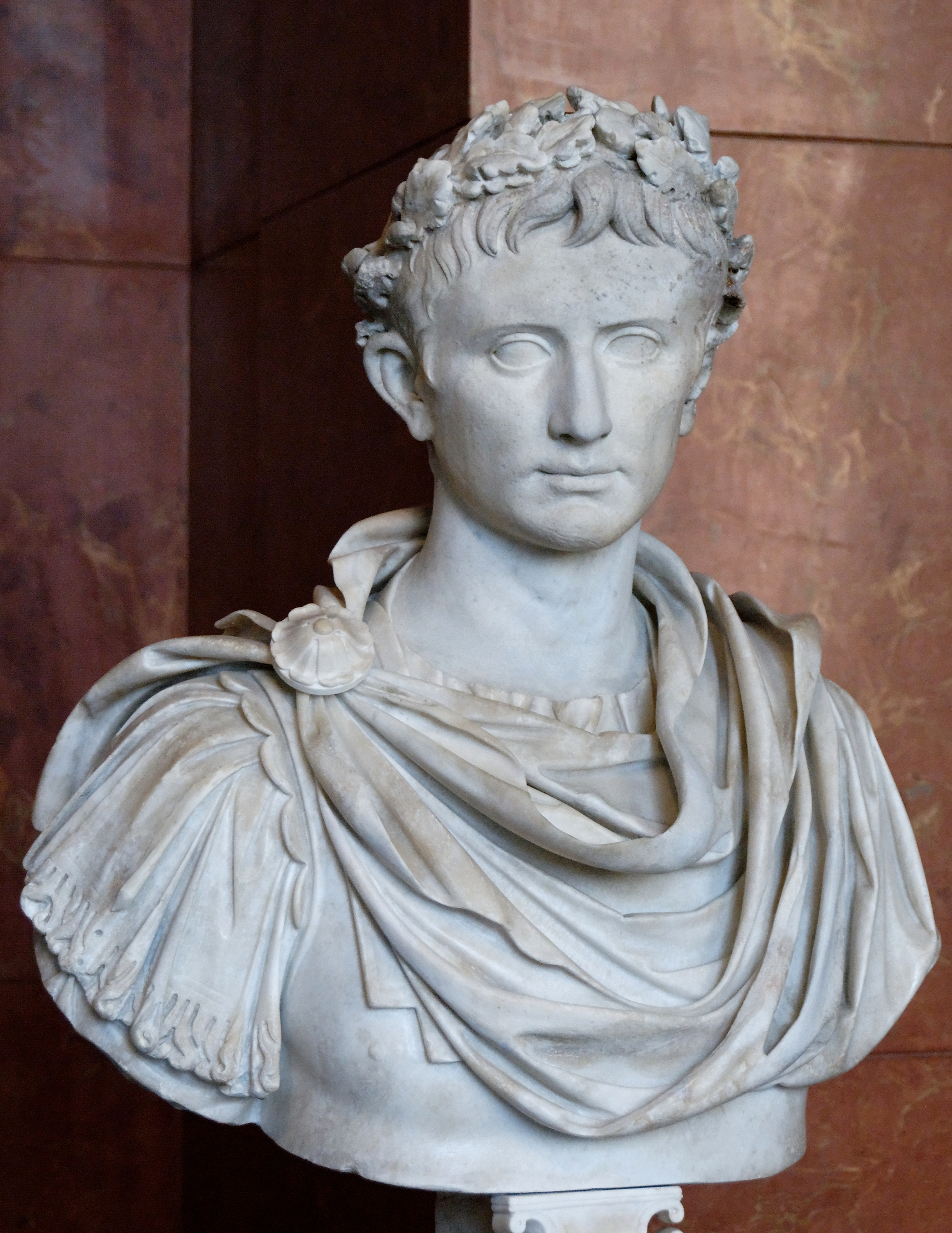
Busto di Augusto, fondatore dell'Impero romano (Museo del Louvre, Parigi)

L'età di Augusto rappresentò un momento di svolta nella storia di Roma e il definitivo passaggio dal periodo repubblicano al principato. La rivoluzione dal vecchio al nuovo sistema politico contrassegnò anche la sfera economica, militare, amministrativa, giuridica e culturale.
Quando infatti la Repubblica romana (509 a.C. - 31 a.C.) era ormai preda di una crisi istituzionale irreversibile, Gaio Giulio Cesare Ottaviano, pronipote di Giulio Cesare e da lui adottato, rafforzò la sua posizione con la sconfitta del suo unico rivale per il potere, Marco Antonio, nella battaglia di Azio. Anni di guerra civile avevano lasciato Roma e l'Italia quasi senza legge, dopo stragi, proscrizioni e ripetute confische.
Augusto sapeva che il potere necessario per un governo assoluto non sarebbe derivato né dalla dittatura, messa fuori legge da Antonio nel 44 a.C., né dal consolato. Nel 23 a.C. rinunciò a questa carica, ma si assicurò il controllo effettivo, assumendo alcune "prerogative" legate alle antiche magistrature repubblicane. Gli fu, innanzitutto, garantita a vita la tribunicia potestas, legata in origine alla magistratura dei tribuni della plebe, che gli permetteva di convocare il Senato, di decidere, porre questioni avanti ad esso, porre il veto alle decisioni di tutte le magistrature repubblicane e di fruire della sacrale inviolabilità della propria persona. Ricevette, inoltre, l'imperium proconsolare maximo, ossia il comando supremo su tutte le milizie in tutte le provincie (questa era una delle prerogativa del proconsole nella regione di sua competenza). Il conferimento da parte del Senato di queste due prerogative gli dava autorità suprema in tutte le questioni riguardanti il governo del territorio. Il 27 a.C. e il 23 a.C. segnano le principali tappe di questa vera e propria riforma costituzionale, con la quale si considera che Augusto assumesse concretamente i poteri propri di imperatore.
E se Ottaviano era riuscito a rispettare l'oligarchia senatoriale, conservando almeno esteriormente il vecchio meccanismo della costituzione repubblicana, dall'altra parte il potere politico della vecchia nobilitas veniva assai diminuito a vantaggio delle classi emergenti italiche, mentre le libertà repubblicane scomparivano a vantaggio della figura centrale del princeps. L'accentramento del potere nella figura dell'imperatore venne coadiuvato da una propaganda imperiale che non diede un'immagine di riforma violenta con il passato repubblicano, ma al contrario conservatrice e tradizionalista.
Augusto fu abile nell'apparire come il conservatore, il restauratore della res publica tradizionale, il pacificatore dell'impero, a cui distribuiva benessere economico e ricchezza. Si presentò anche come il difensore di Roma e dell'Italia, contro la minaccia orientale di Antonio e Cleopatra; si proclamò difensore dell'antica religione romana, contro i culti orientali, rinnovando gli antichi culti, festività e templi dedicati alle divinità romane; ripristinò le antiche regole morali, favorendo leggi contro l'adulterio (lex Iulia de adulteriis coercendis del 18-16 a.C.) ed il celibato (lex Julia de maritandis ordinibus del 18 a.C. e la lex Papia Poppaea del 9 d.C.).
(Ettore Paratore, Storia della letteratura latina, 1965)

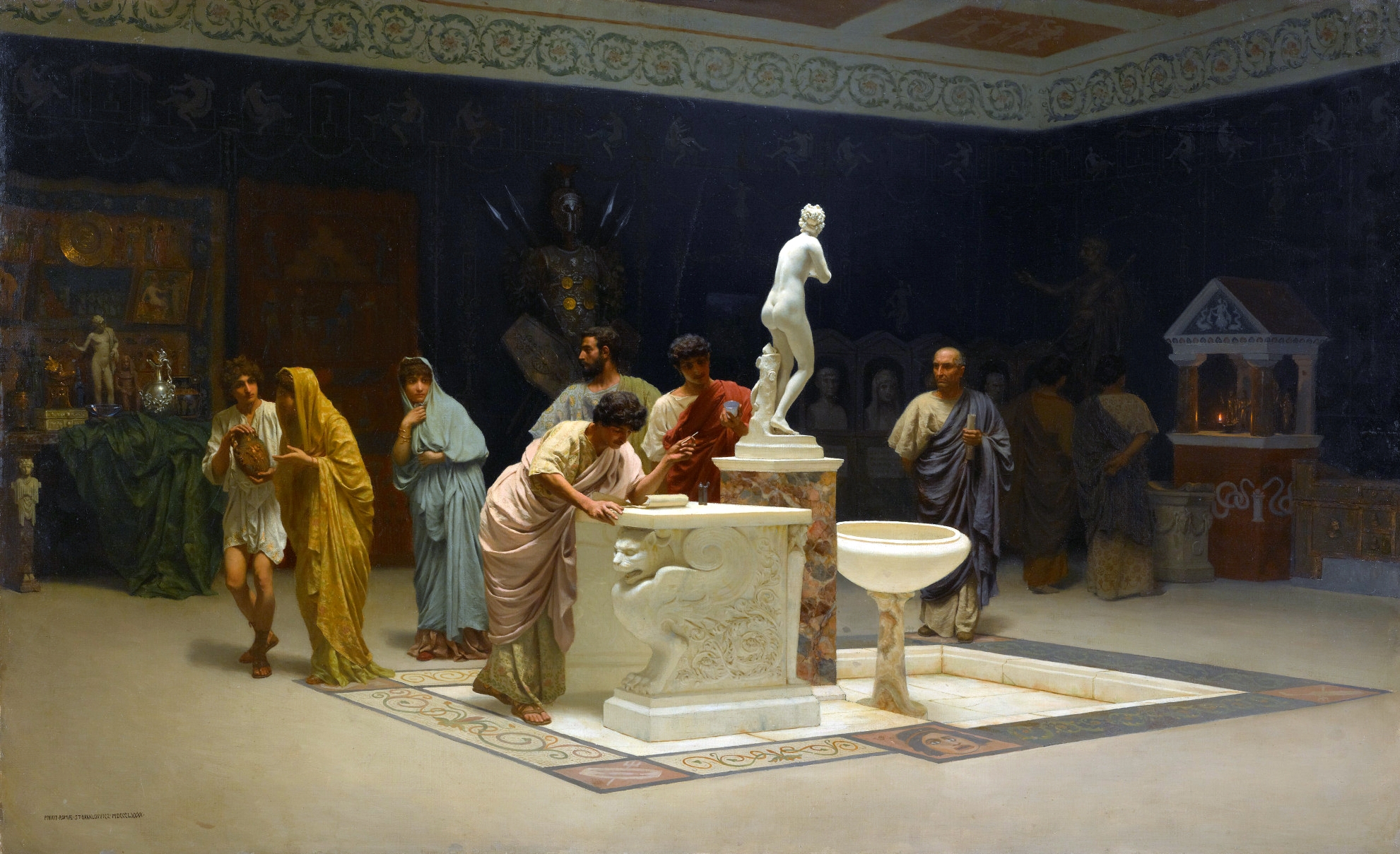
Circolo di Mecenate, dipinto di Stefano Bakalovich, 1890, Galleria Tret'jakov, Mosca

Allo sforzo politico di Augusto si affiancò l'elaborazione in tutti i campi di una nuova cultura, di impronta classicistica, che fondesse gli elementi tradizionali in nuove forme consone ai tempi. In campo letterario si ebbe inizialmente una fase di grande fioritura, dove poeti e letterati contribuirono nell'essere i portavoce del programma civico e politico del princeps; successivamente subentrò una fase dove le energie spirituali andarono spegnendosi e dove prevalse una letteratura accademica, intesa come mero esercizio retorico, priva di quei contenuti morali e civili necessari.
Augusto si avvalse dell'aiuto dei letterati dell'epoca per rielaborare il mito delle origini di Roma, andando a prefigurare una nuova età dell'oro che trovò come principali interpreti, autori come Virgilio, Orazio, Livio, Ovidio, Properzio e Vario Rufo, facenti parte del cosiddetto "circolo letterario di Mecenate". Orazio difese la sua autonomia intellettuale, dalle insinuazioni malevole di coloro che lo ritenevano un cortigiano di Ottaviano, preoccupato, come gli altri poeti del "circolo", solo di fare carriera:
(Orazio, Le Satire, I, 9, 48-52.)
Vero è che Mecenate, spesso stimolava i poeti a comporre opere nel modo più elevato possibile:
(Virgilio, Georgiche, II, 40-48.)
A fianco, vi era poi un altro circolo, quello "di Messalla", che ruotava attorno alla figura aristocratica di Marco Valerio Messalla Corvino, e che raccoglieva poeti di ispirazione bucolica ed elegiaca, in antitesi con gli interessi civili dei poeti di Mecenate. Di questo secondo circolo facevano parte Tibullo, Ligdamo e la poetessa Sulpicia; egli era legato anche da amicizia con Orazio e Ovidio. Messalla a suo tempo era stato un valoroso generale e collaboratore di Ottaviano, che si ritirò a vita privata dopo il 27 a.C.. Questo circolo, in antitesi con quello di Mecenate, rinunciò all'impegno morale e civico, a favore di un'ispirazione idilliaca, agreste ed elegiaca.

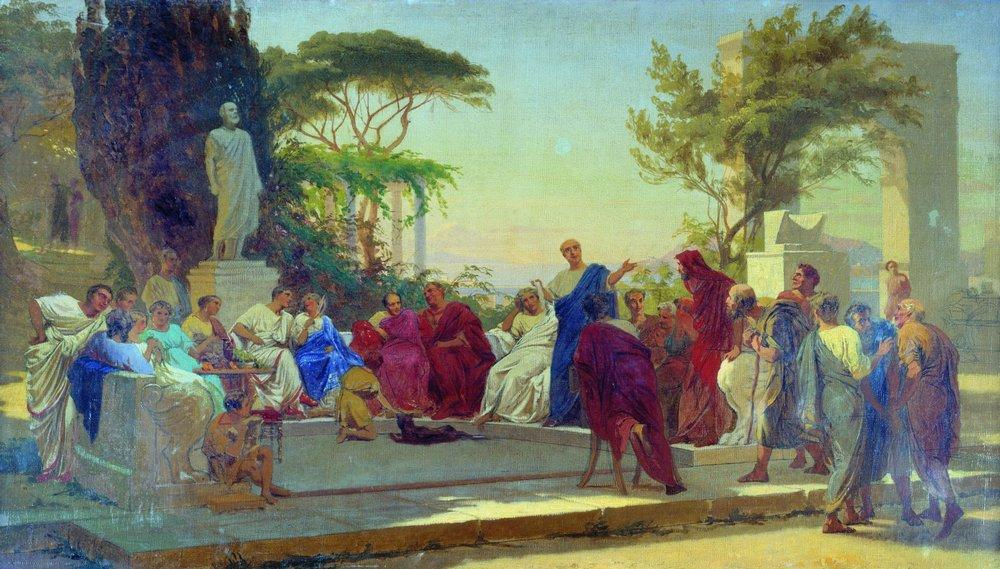
Orazio legge davanti al circolo di Mecenate, dipinto di Fedor Bronnikov, 1863

Altro personaggio autorevole che, fin dai tempi della guerra civile tra Ottaviano e Antonio, diede nuovi impulsi alla cultura del tempo, fu Gaio Asinio Pollione, il quale creò per primo una biblioteca pubblica; restaurò in forme grandiose l'Atrium Libertatis ed introdusse la pratica delle recitationes, ovvero della lettura di prosa e poesia in pubblico, in apposite sale davanti ad amici e invitati (soprattutto presso la nobilitas romana). Uomo politico del partito cesariano, ebbe attorno al 40 a.C. un momento di grande fortuna, quando Virgilio gli dedicò la quarta ecloga. Più tardi Ottaviano lo mise da parte nella vita politica, forse perché anticonformista e contrario a chi stava limitando la libertà, tanto da portarlo a dedicarsi all'attività letteraria. Compose una storia delle guerre civili, che trattò con grande franchezza, lontano da stili retorici o abbellimenti moralistici.
L'età di Augusto è considerata uno fra i più importanti e fiorenti periodi della storia della letteratura mondiale per numero di ingegni letterari, dove i principi programmatici e politici di Augusto erano appoggiati dalle stesse aspirazioni degli uomini di cultura del tempo. Del resto la politica a favore del primato dell'Italia sulle province, la rivalutazione delle antiche tradizioni, accanto a temi come la santità della famiglia, dei costumi, il ritorno alla terra e la missione pacificatrice e aggregante di Roma nei confronti degli altri popoli conquistati, furono temi cari anche ai letterati di quell'epoca.
I tempi erano ormai maturi perché la letteratura latina sfidasse quella greca, che allora veniva considerata insuperabile. Nella generazione successiva, sotto il principato di Augusto, fiorirono i maggiori poeti di Roma: Orazio, che primeggiò nella satira e nella lirica, emulava i lirici come Pindaro e Alceo, Virgilio, che si distinse nel genere bucolico, nella poesia didascalica e nell'epica, rivaleggiava con Teocrito, Esiodo e addirittura Omero; e poi ancora Ovidio, maestro del metro elegiaco, e Tito Livio nella storiografia.
Lo stesso Augusto fu un letterato dalle molteplici capacità: scrisse in prosa e in versi, dalle tragedie agli epigrammi fino alle opere storiche. Coltivò l'eloquenza fin dalla prima giovinezza, con grande passione e impegno non disdegnando le letture in lingua greca.

## Lingua
Il periodo classico della lingua latina è ben conosciuto: il latino, a differenza degli idiomi continuatori, è una lingua di tipo fondamentalmente SOV (soggetto-oggetto-verbo), con cinque declinazioni e quattro coniugazioni verbali. La declinazione dei nomi ha sei casi, tre diretti (nominativo, accusativo, vocativo) e tre obliqui (genitivo, dativo, ablativo). Rispetto all'indoeuropeo ha perso il locativo (che sopravvive in poche formule, ma è assimilato per lo più da genitivo e in qualche caso l'ablativo) e lo strumentale (completamente perso ed acquisito dall'ablativo). Anche il modo verbale ottativo si perse e così pure la diatesi media (sopravvissuta parzialmente in quei verbi detti deponenti) e il duale (di cui restano solo minime tracce). Inoltre nel latino il concetto d'aspetto non aveva grande importanza: sia l'aoristo che il perfetto indoeuropei si fusero in un unico tempo, chiamato dai grammatici latini perfectum. Invece venne conservato l'originario sistema di tre generi: maschile, femminile e neutro.

## Produzione
| Letteratura latina: età augustea (31 a.C. - 14 d.C.) | Letteratura latina: età augustea (31 a.C. - 14 d.C.) | Letteratura latina: età augustea (31 a.C. - 14 d.C.) | Letteratura latina: età augustea (31 a.C. - 14 d.C.)       | Letteratura latina: età augustea (31 a.C. - 14 d.C.) | Letteratura latina: età augustea (31 a.C. - 14 d.C.) | Letteratura latina: età augustea (31 a.C. - 14 d.C.) | Letteratura latina: età augustea (31 a.C. - 14 d.C.) | Letteratura latina: età augustea (31 a.C. - 14 d.C.) | Letteratura latina: età augustea (31 a.C. - 14 d.C.) | Letteratura latina: età augustea (31 a.C. - 14 d.C.) | Letteratura latina: età augustea (31 a.C. - 14 d.C.)                     | Letteratura latina: età augustea (31 a.C. - 14 d.C.)    |
| ---------------------------------------------------- | ---------------------------------------------------- | ---------------------------------------------------- | ---------------------------------------------------------- | ---------------------------------------------------- | ---------------------------------------------------- | ---------------------------------------------------- | ---------------------------------------------------- | ---------------------------------------------------- | ---------------------------------------------------- | ---------------------------------------------------- | ------------------------------------------------------------------------ | ------------------------------------------------------- |
| Genere letterario                                    | Poesia latina                                        | Poesia latina                                        | Poesia latina                                              | Poesia latina                                        | Poesia latina                                        | Poesia latina                                        | Poesia latina                                        | Prosa latina                                         | Prosa latina                                         | Prosa latina                                         | Prosa latina                                                             | Prosa latina                                            |
| Genere letterario                                    | Didascalico                                          | Elegiaco/epistolare                                  | Elegiaco/lirico                                            | Epico                                                | Filosofico                                           | Satirico                                             | Tragico                                              | Architettura e altre discipline scientifiche         | Giuridico                                            | Grammatico                                           | Retorico                                                                 | Storiografico                                           |
| Principali opere e autori latini                     | Georgiche (Virgilio)                                 | Epistulae ex Ponto (Ovidio)                          | Bucoliche (Virgilio) Elegiae (Tibullo) Elegiae (Properzio) | Eneide (Virgilio)                                    | Epistulae (Orazio)                                   | Satire (Orazio)                                      | Medea (Ovidio)                                       | De architectura (Vitruvio)                           | Scuola sabiniana (Ateio Capitone)                    | De verborum significatu (Verrio Flacco)              | Oratorum et rhetorum sententiae, divisiones, colores (Seneca il Vecchio) | Ab Urbe condita libri (Tito Livio)                      |
| Principali opere e autori latini                     | Ars amatoria Remedia amoris Tristia (Ovidio)         |                                                      | Le metamorfosi Amores (Ovidio)                             | Carmen saeculare (Orazio)                            |                                                      |                                                      |                                                      | De agri coltura e De apibus (Gaio Giulio Igino)      | Scuola proculiana (Antistio Labeone)                 |                                                      |                                                                          | Historiae Philippicae (Pompeo Trogo)                    |
| Principali opere e autori latini                     |                                                      |                                                      | Fasti (Ovidio) Heroides (Ovidio)                           | Fasti (Ovidio) Heroides (Ovidio)                     |                                                      |                                                      |                                                      |                                                      |                                                      |                                                      |                                                                          | De vita rebusque illustrium virorum (Gaio Giulio Igino) |
| Principali opere e autori latini                     |                                                      |                                                      | Amores (Cornelio Gallo) Epodi Carmina (Orazio)             |                                                      |                                                      |                                                      |                                                      |                                                      |                                                      |                                                      |                                                                          | Res gestae Divi Augusti (Augusto)                       |

### Epica

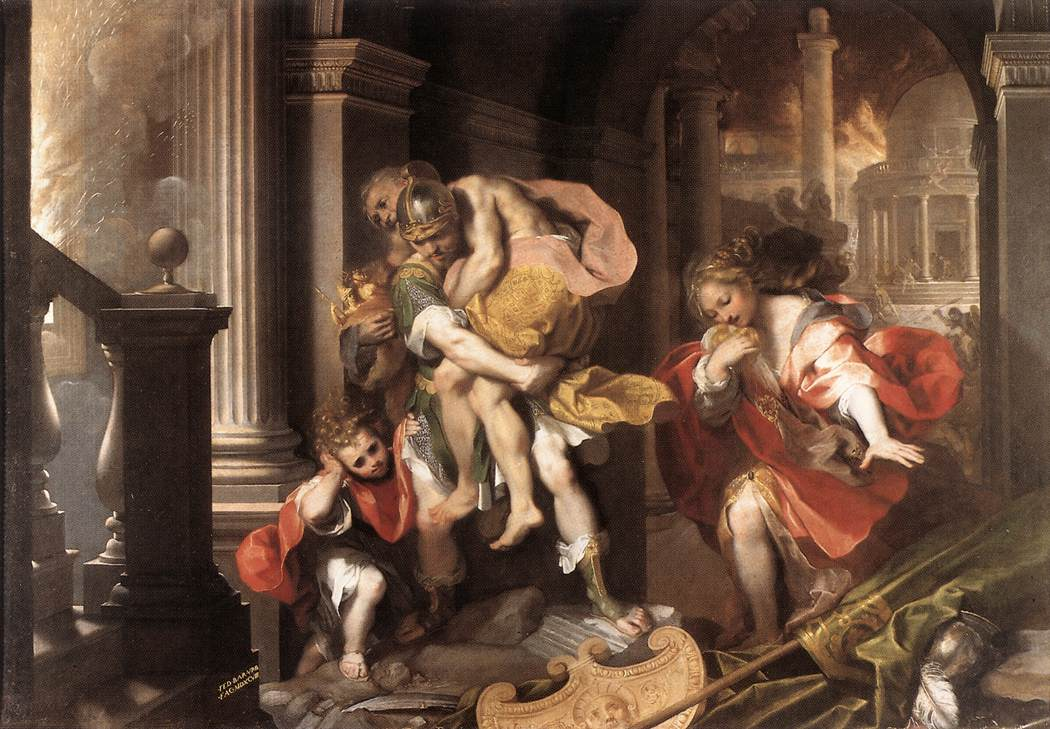
Fuga di Enea da Troia, Federico Barocci - 1598 - Galleria Borghese - Roma

Virgilio si ispirò ai racconti degli Annales di Ennio, i cui riferimenti sono molto simili a quelli dell'Iliade e dell'Odissea. In questo testo veniva riportato l'arrivo di Enea nel Latium e la storia di Romolo e Remo. Ancora una volta notiamo che il genere epico viene utilizzato per narrare e mitizzare la storia di Roma, a cui si dà una missione universale di civiltà. Virgilio se ne fa portavoce, come del resto altri poeti del circolo di Mecenate, quale portavoce del princeps, Augusto.
Il poema epico era stato abbandonato dopo Ennio per circa due secoli, fino a quando Virgilio non scrisse l'Eneide. Qui Virgilio celebrò anche la gloria di Ottaviano Augusto e della sua casata, la Gens Giulia, che faceva risalire le sue origini ad Enea. Vi era anche il raffronto tra il passato mitologico ed il grandioso presente della pax augustea. Virgilio ebbe come obiettivo quello di poter rivaleggiare con i poemi omerici. Non a caso i primi sei libri dell'Eneide (dei dodici complessivi), dove sono illustrate le peregrinazioni di Enea, hanno molte somiglianze con l'Odissea di Omero, mentre i restanti sei con l'Iliade. Manca, però, la finalità di intrattenimento in quanto nasce per essere letta e studiata. Si trattava di un'opera letteraria intessuta di numerose allusioni e citazioni letterarie di grande respiro, redatte con una forma letteraria di elevatissimo pregio.
Le virtù celebrate nell'Eneide non sono poi quelle guerriere, ma la pietas religiosa, il senso del dovere nel compiere una missione universale, la tenacia e lo spirito di sopportazione contro ogni avversità, la clementia e fratellanza verso i popoli sottomessi, la commossa partecipazione al dolore altrui, la moralità e semplicità del mos maiorum (antiche usanze e costumi degli antenati). In Enea riconosciamo lo stesso Virgilio, il quale esprime la tragicità della vita, il peso del dolore umano e del mistero della nostra esistenza. L'eroe troiano rappresenta un esule, che lasciata la terra natia è costretto dagli eventi a trovare rifugio in altri lidi, dove ricostruire una società nuova per sé e le persone superstiti, vivendo in modo angosciato questo suo continuo peregrinare e combattere. Enea rappresenta l'intero genere umano, alla costante ricerca, seppure dolorosa, di una forma più elevata di giustizia. L'impero romano viene visto come un punto d'arrivo per tutte le genti, all'interno del quale si può godere di una nuova età dell'oro di pace.

### Filosofia e politica
L'avvento di Augusto e dell'Impero segnarono la fine del progetto culturale politico di Cicerone. Con l'avvento del " princeps " e la crisi del senato, la filosofia si distacca sempre più dalla politica e acquista toni individualistici legati all'etica e all'arte del vivere. Dapprima, fu l'epicureismo a conoscere una breve fase di diffusione, in particolare negli ambienti neoterici che praticavano una moderata fronda di opposizione ad Augusto, quali il circolo di Messalla Corvino.
Di Orazio ricordiamo che scrisse le Epistulae, dove trattava di filosofia sotto forma di lettera indirizzata ad amici. Qui erano riprese le tematiche moralistiche in forma di conversazione, come lo erano state le precedenti Satire, anche se lo spirito appare differente. L'originalità di quest'opera è che costituisce un primo esempio di letteratura mondiale di diario intimo della propria anima (psiche). L'obiettivo di Orazio era il raggiungimento di una pace interiore, di una felicità e indipendenza del proprio animo, che egli riuscì a trovare solo nella vita in campagna, nella quiete della sua villa di Tivoli. Qui il poeta ebbe il tempo per meditare, seppure con una certa malinconia per la spensieratezza della giovinezza ormai passata, per tutto ciò che si era lasciato alle spalle e che non torna più, da tradursi ancora una volta nel motto, carpe diem.

### Giurisprudenza
Gaio Ateio Capitone e Marco Antistio Labeone, rivali sia in politica sia nell'ambito più specifico della giurisprudenza, fondarono le due più importanti scuole di diritto della Roma antica, caratterizzate da un differente approccio al diritto:
- la scuola dei Sabiniani, fondata da Ateio Capitone, si distingueva per un atteggiamento maggiormente conservatore rispetto al diritto;
- la scuola dei Proculiani, fondata da Labeone, caratterizzata da un atteggiamento più innovatore nei confronti del diritto da parte dei suoi adepti.

### Poesia
(Quintiliano, Inst. X, 10)

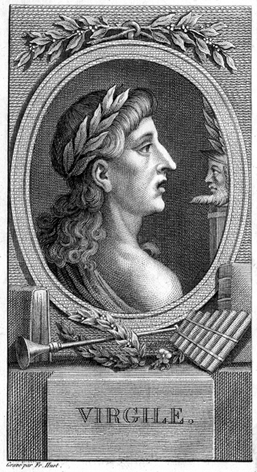
Publio Virgilio Marone, massimo poeta dell'antica Roma

A partire dalla seconda metà del I secolo a.C., abbiamo il periodo di massima fioritura dell'elegia, che a Roma assume soprattutto la connotazione di poesia d'amore fortemente soggettiva. In essa la vita del poeta, tutta dedita all'amore, si configura come servitium, come schiavitù alla domina, capricciosa e infedele. La relazione è fatta di rare gioie e di molte sofferenze (oltre a tradire e ingelosire l'amante, gli si concederà a fatica: è un topos, l'innamorato respinto che si duole, di fronte alla porta chiusa, per la crudeltà dell'amata (Paraclausithyron). Di questo periodo ricordiamo soprattutto Albio Tibullo (ed il Corpus Tibullianum), Sesto Properzio, Publio Ovidio Nasone e Gaio Cornelio Gallo.
A Virgilio si deve il componimento lirico delle Bucoliche che celebrava la vita semplice ed agreste dei pastori, in uno stato di isolamento dal mondo circostante, dove si contempla in modo assai soave e malinconico l'ambiente naturale, spesso idealizzato ed astratto, che affonda le radici negli studi giovanili sull'epicureismo del poeta. La natura appare come elemento che dà serenità, conforto e rifugio agli uomini. L'ingiustizia sembra dominare il mondo, contro i valori più puri della vita stessa. L'otium dei pastori descritti dal poeta, rappresenta una forma di atarassia predicata dalla filosofia epicurea. Rientra invece nel genere didascalico virgiliano, le Georgiche, composte in quattro libri tra il 37 e il 30 a.C. e che celebravano il lavoro nei campi e la natura agreste. E se nelle Georgiche Virgilio cerca di dare un significato provvidenziale al lavoro umano nei confronti della natura in modo concreto e realistico (il contadino è costretto a lavorare, spesso duramente, lottando contro le forze della natura per vivere); nelle Bucoliche la vita pastorale è concepita in modo astratto come otium e riposo dello spirito, dove la natura è immaginata secondo i desideri del poeta.
Soprattutto in Virgilio ed Orazio, i due massimi poeti dell'età augustea, si riscontra un maggior impegno morale rispetto a quanto espresso in precedenza dai poetae novi, con una maggior profondità nella ricerca di meditazione interiore, sui valori universali dell'umanità, traendo ispirazione dai problemi quotidiani della vita comune. A tutto questo si accompagnava una raffinatezza stilistica ed una elaborazione formale di grande pregio. Altra caratteristica era quella di rivolgersi, non più ad un nucleo ristretto di persone colte, come nel passato, al contrario si rivolgeva ad un pubblico più vasto, seppure non fosse ancora paragonabile ad una forma di arte popolare. Anche Tibullo e Properzio fecero dell'interiorità ed approfondimento lirico, un modo, molto latino, per esporre la loro visione personale dell'amore.
Tibullo, a differenza di Catullo, scrisse poesie d'amore non tanto derivate da passioni ed esperienze personali realmente accadute, ma da pure fantasie del proprio stato d'animo, intrecciando i propri sogni ed aspirazioni con il proprio bagaglio letterario. Escluse, quindi, la mitologia dalla sua poesia, cercando di esprimere in modo palese i propri sentimenti, pur mantenendo aspetti tipici della poesia erotica alessandrina e "luoghi comuni" tipici dell'epigramma ellenistico. Tibullo fu certamente il poeta più arcardico dell'intera letteratura latina, il più ammirato dai poeti preromantici del XVIII secolo. In lui ricorre spesso il mito dell'età dell'oro, il rimpianto per i tempi perduti, la semplicità dei sentimenti e le gioie adolescenti. A differenza di Virgilio, il quale esprime un augurio di pace nei confronti dell'intera umanità, Tibullo si rifugia nel suo mondo individuale, risultando così un'anima fragile, languida e femminea, che spesso si immalinconisce nel pianto.
Properzio compose elegie d'amore in modo molto similare a Tibullio, ma con una maggior passionalità e sofferenza, che si riflettono anche in uno stile meno lineare, al contrario più aspro ed energico. Trovò ispirazione dalla poesia alessandrina, che si proponeva di imitare, nei suoi più autorevoli esponenti (Callimaco e Fileta di Coo). Il problema della sua poesia consiste, come suggerisce Luciano Perelli, nel riuscire a conciliare due aspetti apparentemente contrastanti: da un lato l'intensistà drammatica della passione amorosa e il conseguente dirompente romanticismo, con l'abbondanza di elementi eruditi, facendo apparire Properzio un letterato cerebrale. E questa dissonanza suscita nel lettore, una serie di emozioni che vanno dalla pura esaltazione ed ammirazione per alcuni passi, fino alla delusione per altri ancora. Risulta però innegabile quello che riesce a trasmettere sull'assolutezza dell'amore, da cui la vita del poeta sembra essere totalmente assorbita, e che per il poeta rappresenta una comunione di anime, tanto che il tema della fedeltà ricorre in modo ossessionante in tutta la sua opera. Altra tematica ricorrente è quella della morte, dove il poeta immagina che l'amata venga a piangerlo sulla tomba e che il loro amore possa resistere anche dopo la morte. Ma l'amore di Properzio è soprattutto sofferenza e tormento, a causa dell'infedeltà dell'amata e odiata Cinzia che lo ha tradito.

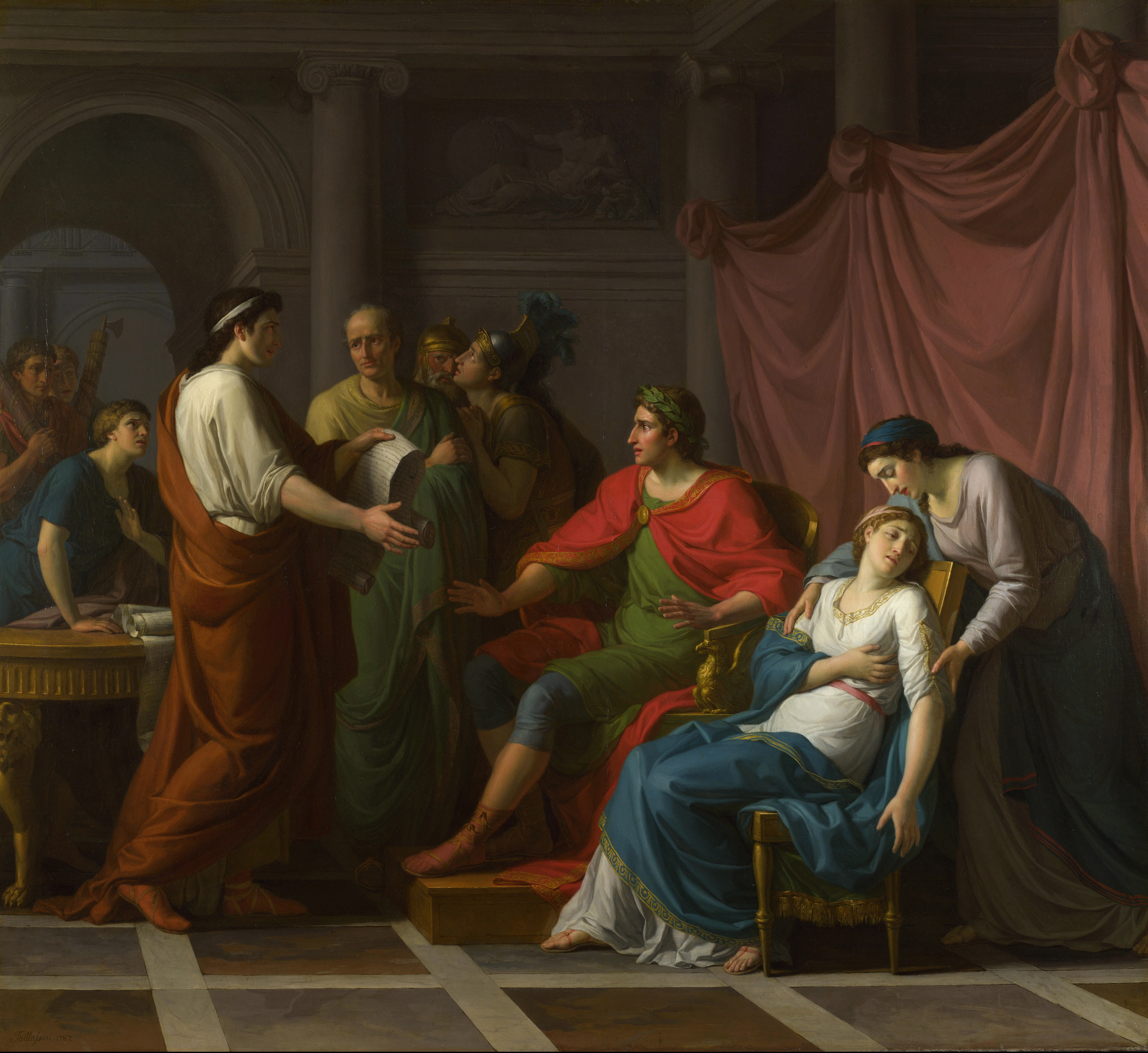
Virgilio legge l'Eneide davanti allo stesso Augusto e Ottavia minore (dipinto di Jean-Joseph Taillasson, conservato presso la National Gallery di Londra).

A differenza del periodo precedente (Cesariano o Ciceroniano), in questo periodo vi è un comune denominatore tra tutti i poeti di epoca augustea, dove forse solo Properzio risulta il più romantico ed il meno fluido nello stile, rispetto a tutti gli altri. Lo stile raggiunse la perfezione nella poetica latina, grazie ad una musicalità armonica, equilibrata, semplice e limpida, che evitava toni enfatici, trovando ispirazione nei poeti greci di età classica come modello stilistico essenziale. I contenuti erano invece diversi e si basavano sull'esperienza personale e sul contesto storico romano del momento. Questa ricerca della perfezione stilistica, negli ultimi anni del principato di Augusto, cominciò a scadere nel formalismo accademico, retorico, dove si applicava meccanicamente una regola stilistica. Esponente di questa forma di decadimento del classicismo augusteo fu Ovidio, il quale si abbandonò a virtuosismi stilistici, svuotati da una profondità meditativa interiore che lo allontanarono dalla primitiva arte letteraria augustea. Egli, nei suoi Amores, riprende l'elegia erotica di Tibullo e Properzio, ma con minor sincerità di sentimenti.
Orazio compose una terza opera: le Odi, vale a dire 103 poesie, che si richiamavano alla lirica classica degli antichi Greci, dove cercava un maggior impegno nei confronti del contenuto sentimentale, abbandonando invece la poesia neoterica, intesa come puro divertimento intellettuale. Il linguaggio era essenziale, privo di fronzoli. Il contenuto era molteplice e lo si può ridurre schematicamente a: Odi civili e politiche, religiose e mitologiche, su tematiche amorose, di invito simposiaco, di meditazione sulla vita e sulla morte, sulla scelta della tipologia di esistenza. Da questi scritti emerge che in Orazio l'amore e la donna appaiono come momenti di gioia per l'esistenza umana, come pure lo è il vino, la quiete della natura e l'amicizia. Di tutte queste gioie Orazio invita il lettore a goderne, attraverso il famoso motto carpe diem, il cui significato profondo non è "godi la vita" in modo superficiale ed edonistico, bensì "cerca di afferrare il tempo", ricavando dentro di noi uno spazio interiore per meditare. A fianco di quest'opera, Orazio compose anche il Carmen Saeculare, nel quale era celebrato il programma politico e sociale augusteo di restaurazione dei costumi (mos maiorum) e di propaganda demografica.
Orazio nel 13 a.C. compose tre lunghe epistole, la terza delle quali, indirizzata ai Pisoni venne più tardi denominata ars poetica. Si occupava di questioni di ordine e di stile, contenutistiche e linguistiche, dando suggerimenti su come creare uno stile perfetto, spiegando come si debba utilizzare un linguaggio facile da capire. Infine, il poeta doveva saper distribuire ogni particolare in modo appropriato, senza mai spingersi troppo al di là delle proprie capacità. Segue il principio che l'arte deve unire l'utile al dilettevole, dove per comporre una poesia risulta necessaria sia la genialità dell'ispirazione (ingenium), sia l'ars per elaborare un componimento in perfetto stile.

### Retorica
Con il passaggio dalla Repubblica all'Impero, la retorica perse la sua funzione politica e progressivamente diminuì di importanza, pur rimanendo materia di studio. Molte informazioni sulla pratica e l'insegnamento della retorica in questo periodo si devono all'opera di Seneca il Vecchio, padre del più noto filosofo precettore di Nerone. Con la concessione della cittadinanza romana da parte di Cesare ai maestri delle arti liberali (49 a.C.), le scuole di retorica crebbero di numero: qui i futuri retori dovevano esercitarsi nelle declamationes con tesi (θέσεις o quaestiones infinitae, cioè temi di carattere morale, politico, filosofico) e ipotesi (ὑποθέσεις o quaestiones finitae, specifiche situazioni giuridiche). Queste esercitazioni a loro volta si differenziavano in suasorie, nelle quali si immaginava di dover persuadere un personaggio storico o mitologico, facendo sfoggio della propria bravura (es. il discorso degli ambasciatori ad Achille per convincerlo a tornare a battersi); e controversiae, che si collocavano sul terreno giudiziario ed immaginario, prevedevano l'applicazione di un determinato principio legale, seppure in contesti del tutto paradossali, con scarsa attineza con l'attività forense.

### Satira
In età augustea l'autore più rappresentativo della satira latina fu Orazio, il quale si ispirava a Lucilio, riuscendo però a creare un genere di satira personale. Egli accusava la sciatteria di Lucilio (il suo procedere torbido: fluere lutulentus, la scarsa cura della forma e la prolissità) e si servì del labor limae: si allontana così dall'abbassamento linguistico, creando uno stile medio, simile ad una conversazione quotidiana, tanto è vero che le sue satire le chiamò anche Sermones. Sono infatti una sorta di conversazione colta, raffinata e spiritosa, che prende spunto da casi della propria vita privata e da casi realmente accaduti, dai quali cerca di trarre un insegnamento.
Le Satire di Orazio, che avevano sicuramente affinità con i precedenti componimenti poetici (le Epodi), avevano un tono invettivo meno violento, seppure fossero ugualmente polemiche verso la società, e dove trovava maggior spazio la condizione della vita quotidiana umana. Orazio proponeva un miglioramento della condizione umana in cui viveva, attraverso un modello che si basasse su solidi principi morali. È vero che aveva trovato ispirazione nelle Satire di Gaio Lucilio, ma a differenza di quest'ultimo, non vi erano attacchi personali nei confronti di eminenti personaggi del tempo, ma solo nei confronti di generiche persone sconosciute. E se da un lato troviamo in questa sua opera una critica ai vizi e le meschinità umane, dall'altra Orazio non sembra proporre come correggerli, li rappresenta in modo bonario, quasi il poeta li osservasse da lontano.
Oltre a Lucilio, Orazio trovò ispirazione da Bione di Boristene, vissuto nel III secolo a.C., riallacciandosi a quel genere letterario ellenistico che trattava tematiche di filosofia morale attraverso un linguaggio arguto, umoristico, brillante, ironico e popolare, seppur non dando mai l'impressione di trovarsi di fronte ad un trattato di etica. Molti di questi componimenti erano autobiografici, come ad esempio il V, VI e IX del primo libro. La sua comicità è allusiva, fondata su brevi battute, inserite apparentemente in modo poco vistoso, al contrario della tradizione latina.

### Storiografia
Nell'opera Ab Urbe condita di Tito Livio, la maggior parte del tempo è dedicato alla prima storia di Roma e alla fondazione della città stessa. Nelle storie di Sallustio, la fondazione e la storia antica di Roma era stata invece trattata in poche frasi. L'obiettivo con cui Livio scrisse l'Ab Urbe Condita fu duplice: il primo era stato di commemorare la storia ed il secondo di sfidare la sua generazione per assurgere a quello stesso livello.
(Tito Livio, Ab Urbe condita, Praefatio, 1-3.)

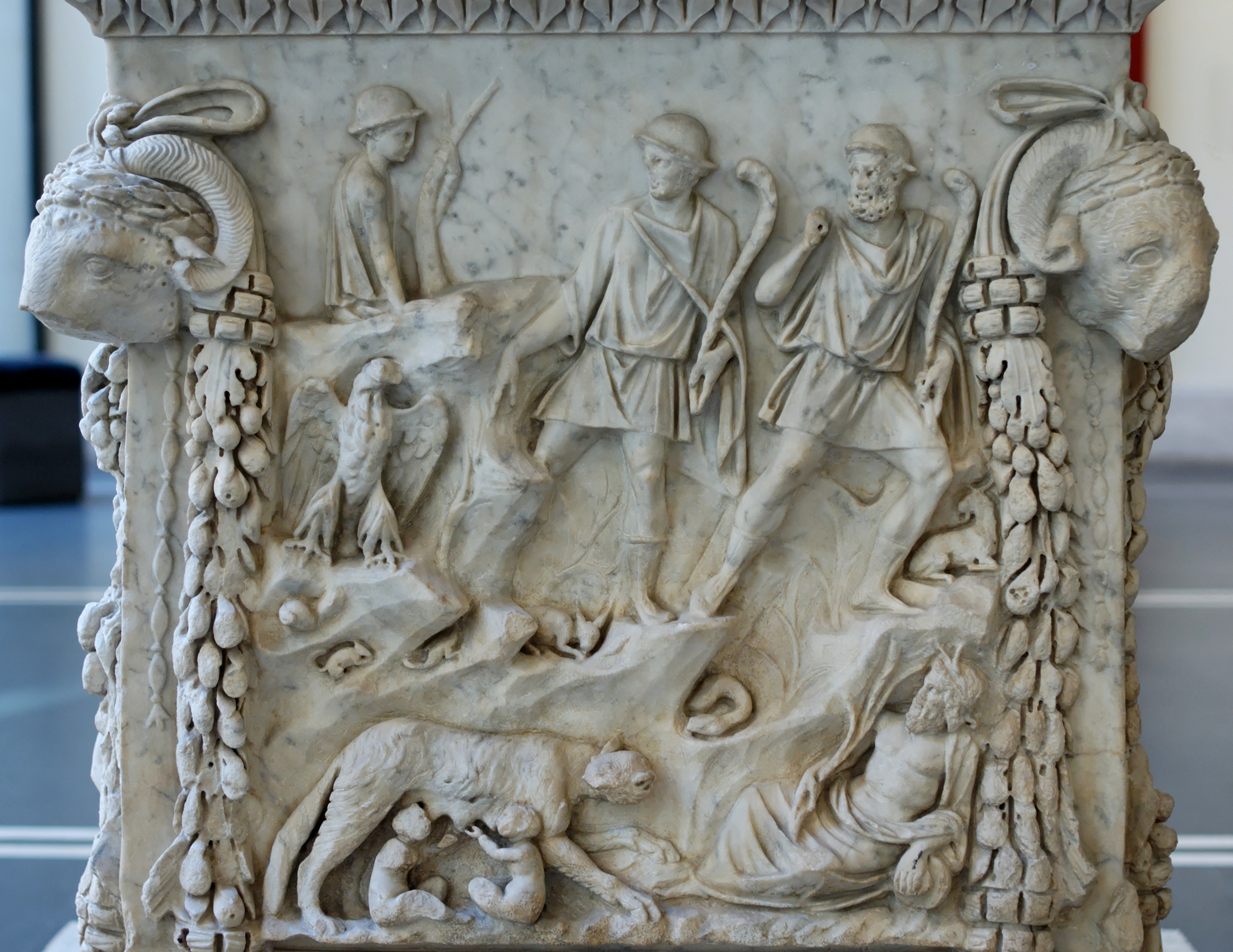
Altare di Marte dove vi è rappresentata la nascita di Romolo e Remo e la lupa che li allevò

Livio era impensierito dalla moralità, e usava la storia come fondamento morale, a differenza dei greci, Tucidide e Polibio, che la utilizzavano per fini politici e pragmatici. Egli mette in correlazione il successo di una nazione col suo alto livello di moralità e, al contrario, il fallimento di una nazione col suo declino morale. Livio riteneva che a Roma ci fosse stato un declino morale, e gli mancò la fiducia che Augusto potesse invertire tale tendenza. Sebbene condividesse gli ideali di Augusto, non funse da "portavoce del regime". Lui ebbe a credere che Augusto fosse necessario, ma solamente come rimedio a breve termine.
Livio non appare del tutto distaccato dalla condizione e dalla politica del momento. La sua non è una nostalgica idealizzazione del passato. Non è un uomo politico, poiché non è al servizio di nessuna parte. E non ha quello spirito tendenzioso che avevano avuto i suoi predecessori, parteggiando per uno o l'altro partito. Tuttavia, nel corso della sua opera, lascia trasparire il suo animo e gli ideali repubblicani, la sua simpatia per Pompeo, domandandosi se quella di Cesare fosse stata vera gloria. E non credette che la tanto sbandierata libertas del programma propagandistico augusteo, coincidesse con la vera libertà. Malgrado ciò, buona parte dei principi ideologici augustei coincisero con le sue convinzioni, avendo posto Augusto al primo posto la sacra tradizione degli antichi (religione e costumi morali), il mantenimento dell'ordine sociale esistente, salvaguardando gli interessi degli Italici, di cui Livio faceva parte; la pax romana Per questi motivi, Livio celebrò la romanità, esaltandone il sentimento nazionalistico di appartenenza ed evocandone i suoi valori ideali.
A Livio interessa comporre un'opera dilettevole sulla storia di Roma, non facendolo scientificamente (come faceva Tucidide in Grecia), ma raccogliendo semplicemente le notizie dando così piacevolezza all'opera. Ciò lo allontana dallo stile secco e chiuso tipico di Polibio e fa sì che la sua narrazione venga caratterizzata da sfumature definibili "drammatiche", senza eccessi. La storia per lui è "Magistra vitae" dal punto di vista morale, vivendo infatti in un periodo difficile per la società romana riteneva che il modello da seguire per tornare la grande potenza di un tempo sarebbe stato quello degli antichi romani, per primo quello di Romolo. Livio era un grande nostalgico del passato soprattutto riguardo alla morale e ai valori che avevano reso grande Roma, che in quel periodo erano in grande declino. E questi valori, queste eccelse virtù sono rappresentate nei grandi personaggi politici e militari, i capi, che guidarono il popolo romano nei secoli, riuscendo anche a mutare il corso degli eventi. La grandezza e superiorità di Roma si afferma così grazie ad una classe dirigente superiore per virtù morali, a quella di qualsiasi altro popolo. E così queste virtù del singolo diventano elementi fondamentali al servizio della salus della reipublicae, dove l'atto d'eroismo del singolo che sacrifica se stesso, va a beneficio dello stato e società romana.
Manca nella sua opera il senso del divenire storico e del nesso causale che genera i diversi eventi. La storia da lui raccontata sembra priva di evoluzione temporale, dove battaglie e discorsi politici variano molto poco nell'arco dei sette secoli raccontati. La trattazione annalistica degli avvenimenti militari e politici, impedisce infatti una trattazione più organica e ad ampio respiro riguardo all'interpretazione storica degli accadimenti. La sua trattazione è equilibrata ed imparziale. Riferisce fedelmente antiche leggende, delle quali, anche se dubita sulla loro veridicità, si astiene dall'avere un atteggiamento critico nei loro confronti. Egli risulta così un mero osservatore imparziale degli eventi. Altra osservazione che gli venne mossa dalla critica moderna è che dimostrò scarso interesse verso i problemi sociali o economici, oltre ad una mancanza di precisione a causa di scarse conoscenze personali in campo giuridico, militare e geografico. Le fonti utilizzate, vengono poste spesso sullo stesso piano, indipendentemente dal fatto che siano più o meno valide; ciò che importa a Livio è la verosimiglianza delle fonti con il suo racconto o la simpatia che ne deriva; in alcuni casi riporta più versioni contrastanti, senza dare un suo parere al riguardo e lasciando la questione in sospeso.
Secondo Quintiliano, Livio scrisse con lactea ubertas, ovvero abbellì la sua opera con ricchezza di linguaggio, includendovi termini poetici ed arcaici. Introdusse molti anacronismi nel suo lavoro, come tribuni dotati di poteri che vennero loro assegnati molto più tardi. Livio usò anche tecniche retoriche, attribuendo discorsi a personaggi i cui discorsi non erano probabilmente conosciuti. Sebbene lui non sia ritenuto uno storico di prima categoria, il suo lavoro è stato così esteso che le altre fonti storiche sono state abbandonate per quella di Livio. È un peccato che le altre fonti siano state spesso abbandonate, perché buona parte dell'opera di Livio è andata perduta, lasciando grosse lacune nella nostra conoscenza della storia romana.

### Teatro
I Romani cominciarono a costruire edifici teatrali in muratura soltanto dopo il 30 a.C.. Nel periodo precedente i luoghi degli eventi teatrali erano costruzioni di legno provvisorie spesso erette all'interno del circo o di fronte ai templi di Apollo e della Magna Mater. I teatri di epoca augustea e poi imperiale furono, invece, edifici costruiti in piano e non su un declivio naturale come quello greco, e ha una forma chiusa, che rendeva possibile la copertura con un velarium, ed è l'esempio di teatro che più si avvicina all'edificio teatrale moderno.
La cavea, la platea semicircolare costituita da gradinate, fronteggiava il palcoscenico (pulpitum), che per la prima volta assume una profondità cospicua, rendendo possibile l'utilizzo di un sipario e una netta separazione dalla platea.

### Trattato scientifico
Fu Marco Vitruvio Pollione, ingegnere e architetto, con il suo trattato scientifico, il De architectura a dare di questa disciplina una connotazione scientifica, elevandola al primato, in quanto contiene praticamente tutte le altre forme di conoscenza. È l'unico testo sull'architettura giunto integro dall'antichità e divenne il fondamento teorico dell'architettura occidentale, dal Rinascimento fino alla fine del XIX secolo. L'opera costituisce, inoltre, una delle fonti principali della moderna conoscenza sui metodi costruttivi degli antichi romani, come pure della progettazione di strutture, sia grandi (acquedotti, edifici, bagni, porti) che piccole (macchine, strumenti di misurazione, utensili).

## Principali autori del periodo

### Livio

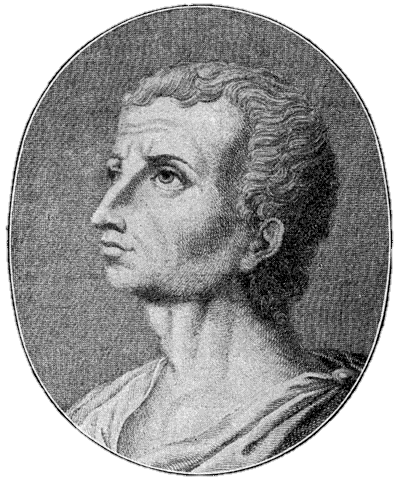
Tito Livio

Tito Livio (59 a.C.-17 d.C.), noto anche come Livio, fu uno storico romano conosciuto soprattutto per la sua opera intitolata Ab Urbe Condita (Le origini di Roma) che è una storia di Roma a partire "dalla fondazione della città". Era nato a Patavium, l'antica Padova ove morì al tempo di Tiberio. Alcuni riferirono del suo stile come permeato di "patavinità". Poco si sa della sua vita, ma basandosi su un epitaffio trovato a Padova, sappiamo che ebbe una moglie e due figli.
Livio scrisse larga parte della sua opera durante l'impero di Augusto, di cui fu amico, nonostante le sue idee repubblicane, tanto che l'imperatore lo chiamava scerzosamente "pompeiano"; nonostante ciò, la sua opera è stata spesso identificata come legata ai valori repubblicani (compresa la libertà ormai tramontata) e al desiderio di una restaurazione della repubblica, più che all'esaltazione del principato augusteo. In ogni modo, non vi sono certezze riguardo alle convinzioni politiche dell'autore, dal momento che i libri sulla fine della repubblica e sull'ascesa di Augusto sono andati perduti. Certamente Livio fu critico nei confronti di alcuni dei valori incarnati dal nuovo regime, ma è probabile che il suo punto di vista fosse più complesso di una mera contrapposizione repubblica/impero. D'altro canto, Augusto non fu affatto disturbato dagli scritti di Livio, e anzi lo incaricò dell'educazione di suo nipote, il futuro imperatore Claudio, che venne così iniziato alla storiografia, di cui fu un fervido appassionato anche negli anni a venire. Livio scrisse anche opere di natura storico-filosofica, che sono andate perdute.
L'opera Ab Urbe Condita (iniziata nel 27 a.C. e terminata con la morte dell'autore) copre la storia romana dalla sua fondazione, comunemente fissata nel 753 a.C., fino al 9 a.C. (anno della morte di Druso maggiore). Consisteva di 142 libri, sebbene solamente i primi dieci e i libri dal 21 al 45 ci siano giunti, insieme a pochi altri frammenti. I libri erano stati suddivisi in "decadi", perché dieci libri potevano costituire un codice pergamenaceo. Le decadi furono ulteriormente suddivise in pentadi:
- I libri da 1 a 5 coprono dalla fondazione di Roma al 390 a.C.
- I libri dal 6 al 10 vanno dal 390 al 293 a.C.
- Sebbene non disponiamo dei libri dall'11 al 20, ci sono testimonianze che attestano che i primi cinque libri trattavano di Pirro e gli altri cinque della Prima guerra punica.[59]
- I libri dal 21 al 30 riguardano la seconda guerra punica:
  - dal 21 al 25 trattano di Annibale;
  - dal 26 al 30 trattano di Scipione l'Africano.
- Le guerre contro Filippo V di Macedonia si trovano nei libri dal 31 al 35.
- Le guerre contro Antioco III sono nei libri dal 36 al 40.
- La terza guerra macedonica è trattata nei libri dal 41 al 45.
- I libri dal 45 al 121 sono andati perduti, ma ci sono rimasti dei compendi, riassunti sommari (periochae).[18]
- Gli scarsi frammenti restanti, dei libri dal 122 al 142, trattano degli avvenimenti dal 42 a.C. fino al 9 a.C.

### Orazio

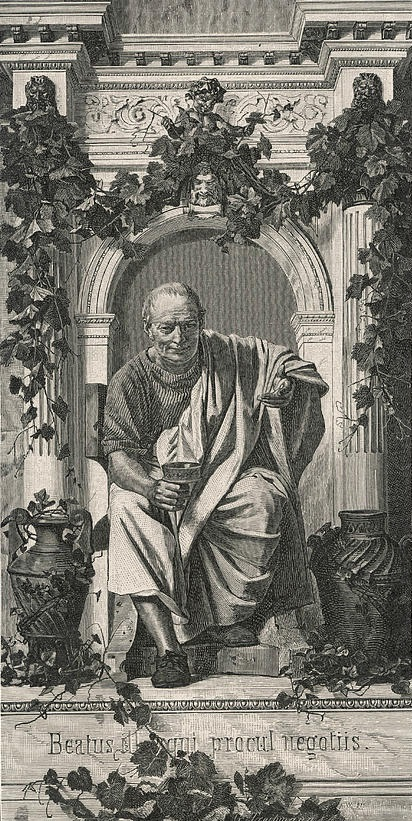
Quinto Orazio Flacco, ritratto di Anton von Werner

Quinto Orazio Flacco (65-8 a.C.), fu, dopo Virgilio, il maggior poeta d'età augustea, nonché maestro di eleganza stilistica e dotato di inusuale ironia, seppe affrontare le vicissitudini politiche e civili del suo tempo da placido epicureo, amante dei piaceri della vita, dettando quelli che per molti sono ancora i canoni dell'ars vivendi.
Nacque a Venosa, in Apulia. Figlio di un fattore liberto che si trasferì poi a Roma per fare l'esattore delle aste pubbliche (coactor), era dunque di umili origini, ma di buona condizione economica. Orazio seguì un regolare corso di studi nella capitale, sotto l'insegnamento del grammatico Orbilio, poi fece parte del circolo epicureo di Sirone e Filodemo in Campania, e successivamente andò ad Atene, all'età di circa vent'anni, dove studiò greco e filosofia presso Cratippo di Pergamo. Qui entrò in contatto con l'epicureismo ma, sebbene se ne sentisse particolarmente attratto, decise di non aderire alla scuola. Sarà all'interno dell'ambiente romano che Orazio aderirà alla corrente, la quale gli permise di trovare un rifugio nell'otium contemplativo.
Dopo la morte di Cesare, quando scoppiò la guerra civile Orazio, che si trovava ancora in Grecia, si arruolò nell'esercito di Bruto. Nell'esercito dei cesaricidi il poeta incarnò il proprio ideale di libertà in antitesi alla tirannide imperante e combatté come tribuno militare nella battaglia di Filippi (42 a.C.), persa dai sostenitori di Bruto e vinta da Ottaviano. Nel 41 a.C. tornò in Italia grazie a un'amnistia e, appresa la notizia della confisca del podere paterno, cominciò a scrivere versi, che iniziarono a dargli una certa fama. Nel 38 a.C. venne presentato a Mecenate da Virgilio e Vario, probabilmente incontrati nel contesto delle scuole epicuree di Sirone, presso Napoli ed Ercolano, ed ammesso nel famoso circolo. Da allora Orazio si dedicò interamente alla letteratura, divenendo amico e confidente di Mecenate, il quale gli fece dono nel 33 a.C. di una villa in Sabina. Con il trascorrere degli anni, Orazio preferì una vita sempre più appartata, volta alla meditazione interiore, lontano dalla vita mondana della capitale. Rifiutò la carica di segretario dello stesso Augusto e dichiarò di essere disposto a restituire tutto quanto aveva ricevuto in passato da Mecenate, se quest'ultimo lo avesse costretto a tornare a Roma. Morì nell'8 a.C. due mesi dopo la morte dell'amico, Mecenate.
La prima raccolta di poesie fu composta a partire dal 42 a.C., ma pubblicata solo nel 30 a.C., sotto il nome di Epodi. Si trattava di diciassette componimenti in metro giambico, di derivazione dalla letteratura greca (il cui modello era Archiloco), con contenuto polemico, rivolto all'invettiva e dal linguaggio aggressivo e realistico, che nascevano da un suo stato di disgusto. Pochi anni più tardi compose la sua seconda opera, le Satire, che aveva sicuramente affinità con i precedenti Epodi, sebbene il tono dell'invettiva è meno violento, ma polemico verso la società, e dove trova maggior spazio la condizione della vita quotidiana umana. Una terza opera sono le Odi, vale a dire 103 poesie, i cui primi tre libri vennero scritti tra il 30 ed il 23 a.C., il quarto attorno al 13 a.C.. Tra il 23 ed il 20 a.C. scrisse le Epistulae, dove trattava di filosofia in venti componimenti indirizzati ad amici in forma di missiva. Nel 17 a.C. scrisse il Carmen Saeculare, nel quale aderiva al programma morale e politico di Augusto. Pochi anni più tardi, nel 13 a.C., compose tre lunghe epistulae, la prima indirizzata ad Augusto, la seconda a Floro, nelle quali in modo spiritoso, aveva da dire contro l'eccessiva ammirazione nei confronti della poesia arcaica, difendendo la poesia raffinata e autonoma del suo tempo. La terza epistola, rivolta ai Pisoni, rimase nota come l'Ars poetica.

### Ottaviano Augusto

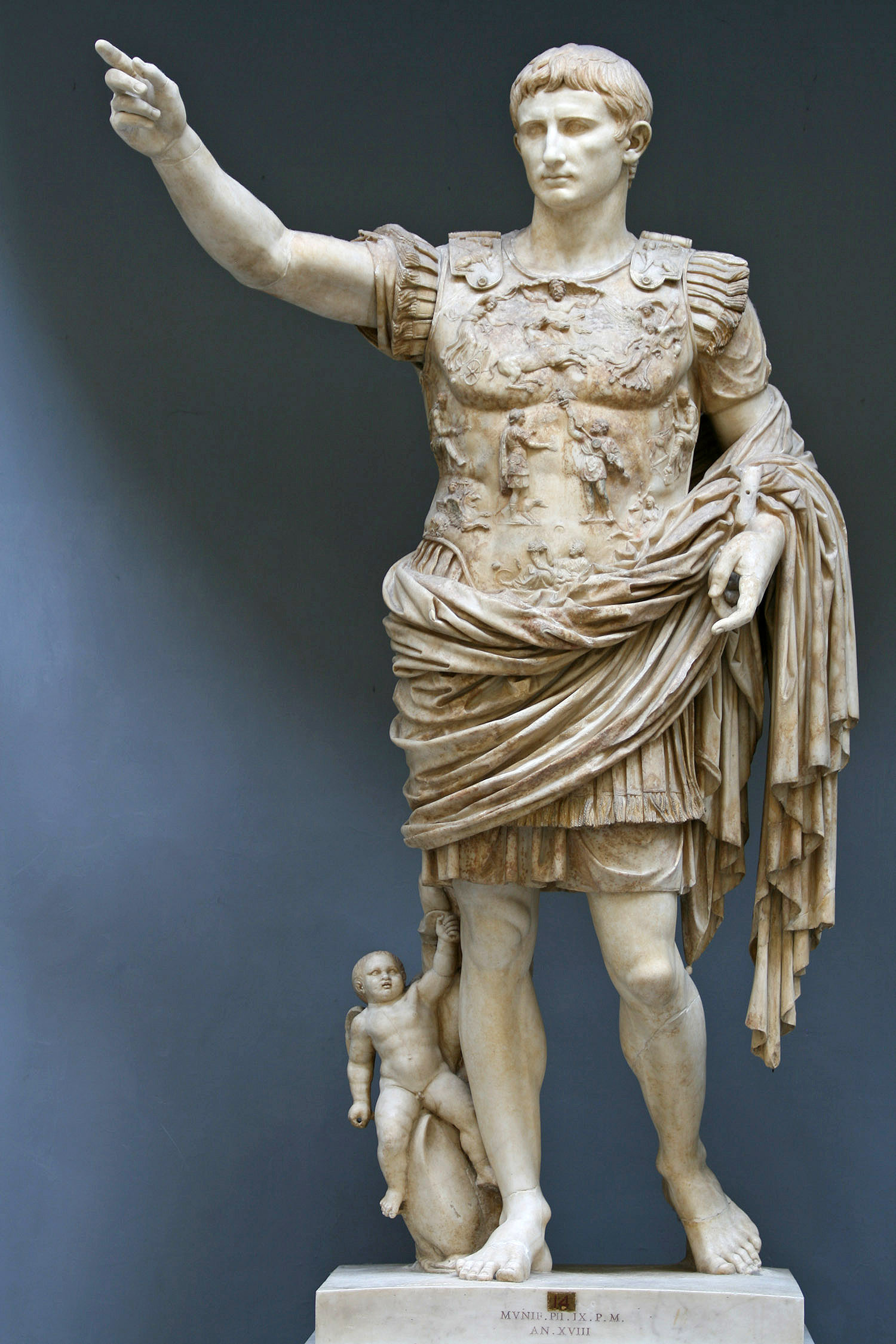
Statua di Augusto detta "Augusto di Prima Porta" o "Augusto loricato", custodita ai Musei Vaticani.

Di Ottaviano Augusto ci rimane il resoconto della sua opera politica a favore del popolo e della repubblica romana (Res gestae divi Augusti), dove viene messo in evidenza il suo rifiuto di contrastare le regole tradizionali dello stato repubblicano e di assumere poteri arbitrari in modo illegittimo. Svetonio aggiunge che quando prendeva la parola, che fosse in Senato, davanti al popolo o davanti ai suoi soldati, aveva sempre pronto un discorso ben meditato e scritto, sebbene non gli mancasse la capacità di improvvisare. Il motivo sembra fosse che egli voleva evitare di trovarsi esposto agli scherzi della memoria oppure a perdere tempo, dovendosi ricordare ogni passaggio del suo discorso. Capitava spesso che scrivesse le conversazioni più importanti comprese quelle con la moglie Livia, tanto da scorrere i suoi appunti mentre le parlava. Utilizzava un tono dolce, lavorando spesso con un maestro di dizione e, quando era colpito da raucedine, parlava al popolo attraverso un portavoce.
Compose molte opere di prosa ed eloquenza di vario genere, alcune delle quali lesse nella schiera dei suoi familiari, quasi recitasse in un auditorio. Così ad esempio recitò le «Risposte a Bruto su Catone». Recitò pure le «Esortazioni alla Filosofia», oltre a «Sulla sua vita» che scrisse in tredici libri, arrivando fino alla guerra dei Cantabri. Si occupò anche di poesia. Rimane un suo libro scritto in esametri, il cui titolo e argomento è «La Sicilia», e un altro piccolo di «Epigrammi» che meditava quando faceva il bagno. Iniziò con grande entusiasmo una tragedia, che poi però distrusse e quando gli amici gli chiesero che cosa fosse accaduto al suo «Aiace» rispose che si era gettato su una spugna.
Utilizzò un genere di eloquenza semplice ed elegante, evitando le frivolezze prive di contenuto, scritte con eleganza e, come lui stesso diceva, il «fetore » dei discorsi antiquati; il suo principale obbiettivo rimase quello di dare senso al suo pensiero con la massima chiarezza possibile. Per ottenere ciò, in modo più efficiente, e affinché nulla potesse distrarre o infastidire il lettore o l'uditore, non esitò ad aggiungere le preposizioni ai nomi delle città e a ripetere spesso le congiunzioni, che potevano generare molto spesso confusione, anche se arricchivano la piacevolezza della prosa. Disprezzo coloro che si rendevano ridicoli o antiquati, poiché apparivano viziosi in modo differente, e talvolta li criticava; per primo il suo amico Mecenate, del quale criticava, come sosteneva, «le ricercatezze stilistiche profumate», divertendosi ad imitarle per gioco. Ma non perdonò a Tiberio il fatto che si occupasse talvolta di vocaboli obsoleti e antiquati.

Rimproverava spesso Marco Antonio per il suo desiderio di scrivere più per stupire la gente, che di essere compreso. In una lettera indirizzata alla nipote Agrippina, dove la lodava per il suo spirito, le suggeriva: 
(Svetonio, Augustus, 86.)
Si dedicò anche allo studio delle discipline greche fin dalla giovinezza, avendo avuto come maestro di eloquenza Apollodoro di Pergamo, che aveva condotto con sé, ormai anziano, da Roma ad Apollonia, dove apprese della morte di Gaio Giulio Cesare. In seguito continuò ad arricchire la sua cultura con varie discipline grazie alla convivenza con il filosofo Areo ed i suoi figli Dionigi e Nicanore; tuttavia non riuscì a parlare speditamente il greco o si azzardò a comporre qualcosa in questa lingua; infatti se aveva bisogno di qualcosa, componeva il testo in latino e poi lo faceva tradurre da altri. Ma non fu digiuno neppure di poesia greca, si dilettava con la commedia antica e spesso la fece rappresentare in spettacoli pubblici.
Egli, leggendo sia gli autori in lingua greca, sia quelli in lingua latina, cercò i giusti insegnamenti ed esempi utili per la vita pubblica e privata; questi insegnamenti li raccoglieva, parola per parola, e li inviava molto spesso sia ai componenti della sua famiglia, sia ai comandanti delle armate e delle province, sia ai magistrati in Roma, a seconda degli ammonimenti che ciascuno aveva bisogno.
(Svetonio, Augustus, 89.)
Con tutti i mezzi favorì gli uomini di ingegno del suo tempo; li ascoltò recitare con pazienza e benevolmente, non solo di poemi e di opere storiche, ma anche di orazioni e di dialoghi. Tuttavia non volle che fosse preso come soggetto di un'opera, se non in tono serio e dagli scrittori più qualificati, raccomandando ai pretori di non permettere che il suo nome fosse logorato in gare letterarie.

### Ovidio

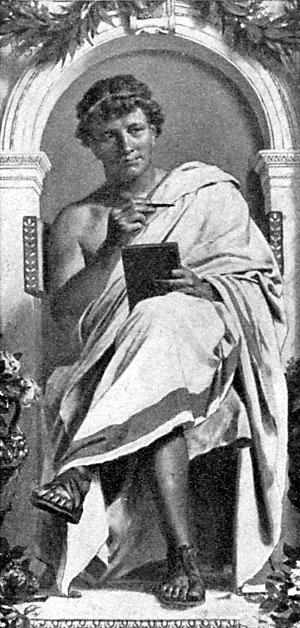
Anton von Werner: Ovidio

Publio Ovidio Nasone nacque a Sulmona nel 43 a.C. da famiglia equestre. L'anno della battaglia di Azio (31 a.C.) venne inviato a Roma dal padre per compiere i primi studi in retorica. Ebbe come insegnanti Arellio Fusco e Marco Porcio Latrone. Non conobbe l'atmosfera cupa delle guerre civili, ma al contrario quella del principato di Augusto che, seppure sottomessa al volere di uno solo, lo introdusse nella mondanità della capitale, trascorrendo il tempo tra ozi e piaceri nei salotti dell'aristocrazia romana. Abbandonata quindi l'avvocatura e la carriera politica, preferì dedicarsi interamente alla poesia, dove dimostrò di avere una notevole facilità nel versificare, avendo appreso dalle varie scuole di retorica a saper trattare ogni argomento, grazie alla tecnica delle suasoriae. A differenza di Virgilio e Orazio, manca di impegno morale e, a differenza di Tibullo e Properzio, di sincerità di sentimenti e profonde passioni. Per lui la poesia si trasforma in un divertimento nel comporre in bello stile e con bravura, volto a destare stupore nel lettore.
Ovidio fu poeta elegiaco in gioventù e in vecchiaia, con intendimenti totalmente distinti. Caratteristica in questo autore è l'adesione sempre parziale al genere dell'elegia erotica dei suoi modelli, in favore di una costante mescolanza e innovazione.
Gli Amores sono la sua prima raccolta di elegie (inizialmente in cinque libri, ridotta a tre successivamente), apparentemente non dissimili da quelle di Tibullo e Properzio, ma dove l'esperienza autobiografica viene in realtà ulteriormente stilizzata: la figura dell'amata, Corinna, ha una presenza episodica e limitata, senza avere la vitalità o la plausibilità delle altre eroine finora citate. Ne consegue che gli Amores costituiscono una specie di lusus, di gioco teatrale e ammiccante, il banco di prova della padronanza stilistica di Ovidio in cui si scoprono i debiti con l'epigramma e con il romanzo greco. La costante eleganza del linguaggio ovidiano gli permette di affrontare anche temi spregiudicati.
Le Heroides sono invece elegie di stampo mitologico: sono infatti epistole poetiche che amanti tradite inviano ai personaggi mitici che le hanno abbandonate (quattordici eroine del mito e la poetessa Saffo). Le ultime sei epistole invece sono tre coppie di lettere di scambio epistolare tra amanti tribolati (Paride ed Elena, Leandro ad Ero, Aconzio a Cidippe). L'elegia è qui motivata dal luogo comune che dalla poesia greca (da Omero con Circe e Calipso, da Saffo, dalla tragedia greca, da Callimaco) attraversa la poesia latina (il carme LXIV di Catullo e la Didone virgiliana). L'eroina del mito greco è però ulteriormente raffinata dal vaglio delle scuole di retorica in cui Ovidio si è formato: spesso le lettere diventano vere e proprie suasoriae laddove i predecessori avevano riempito le rimostranze di Arianna o di Medea (opera tragica, andata perduta) con sdegno e imprecazione. Qui troviamo elementi patetici e melodrammatici, che verranno poi sviluppati nella successiva opera delle Metamorfosi, ed inoltre Ovidio dimostra di saper analizzare profondamente la psiche femminile.

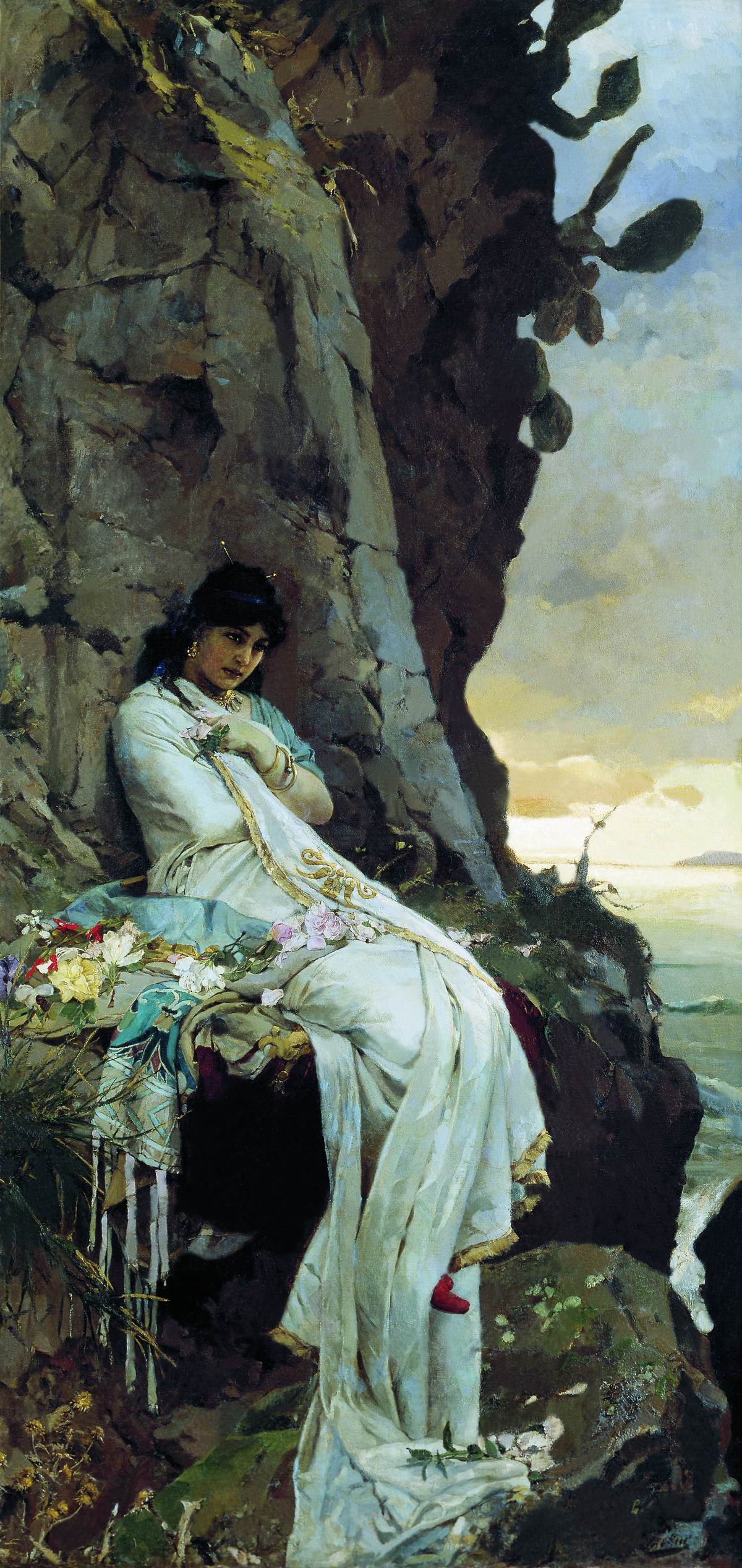
Rappresentazione di Giulia, figlia di Augusto, in esilio a Ventotene a causa dei suoi comportamenti adulterini, da un dipinto di Pavel Svedomsky.

La terza opera di tipo elegiaco di Ovidio è una sintesi di queste precedenti esperienze: l'Ars amatoria e successivamente i Remedia amoris e i Medicamine faciei:
- la prima si può definire un poema didascalico di precettistica erotica in tre libri, dal tono leggero e ironico (seppure in parte volgare), dove nei primi due il poeta descrive il modo di conquistare una donna da parte di un uomo e di come comportarsi in amore; nel terzo, l'arte di seduzione al femminile.[19] Nell'opera viene escluso un amore impegnato, al contrario si propinano modelli volti a fingersi innamorati pur di conquistare l'altro sesso, anticipando di fatto il comportamento tipico del conquistatore libertino alla dongiovanni o latin lover dei nostri tempi. Risulta interessante per la descrizione che fa dell'alta società del periodo. Lo stile appare molto curato e certamente più evoluto delle precedenti opere.[19]
- Il ciclo didascalico si conclude con i Remedia amoris che rovesciando alcuni precetti dell'Ars insegna come liberarsi dall'amore e guarire dalla passione.[20] Gian Biagio Conte definisce quest'opera come esito estremo della poesia elegiaca, di cui chiude simbolicamente la breve intensa stagione.
- I Medicamine faciei rappresentano invece un manuale di cosmetica femminile.[20]

Attorno al 3 d.C., Ovidio abbandonò la poesia leggera per dedicarsi contemporaneamente a due opere, le Metamorfosi e i Fasti.
- Le Metamorfosi rappresentano un grande poema mitologico in quindici libri in esametri, dove vengono raccolte tutte le antiche leggende ed il cui intento è anche di natura filosofico-politica, giungendo a glorificare l'Impero romano di Augusto.[20] Si tratta in totale di 250 favole mitologiche tratte dalla letteratura alessandrina.[20] L'atmosfera appare tipica delle favole, di meraviglia e incanto, adornata da immagini da sogno, da effetti a sorpresa e da un mondo fantastico, ricco di colori, luci, sonorità, immagini acquatiche e ridente.[65]
- I Fasti costituiscono un'opera "matura" del poeta, che trattava delle festività religiose, del calendario romano, dei riti e delle leggende mitologiche. Si trattava di un poema elegiaco in dodici libri (ma ne furono scritti solo sei a causa dell'esilio), tanti quanti sono i mesi dell'anno.[66] Qui Ovidio celebra le tradizioni religiose e civili della Roma di Augusto.[66]

Ma dopo la fulgida carriera come poeta civile, il trauma dell'esilio sulle coste del Mar Nero (a Tomis, dall'8 d.C.), a causa di un provvedimento di Augusto che, secondo il poeta, era nato dai contenuti scabrosi e di dissolutezza della sua Ars amatoria (in antitesi con i programmi di moralizzazione del princeps), riportò Ovidio a scrivere elegie, più specificamente elegie epistolari: le Epistulae ex Ponto e i Tristia, come una tragica applicazione di quanto scritto nelle Heroides. Nei Tristia (in cinque libri) Ovidio descrive la solitudine, la durezza del clima, la desolazione del presente, nella grigia ed orrida Tomis, al confine estremo della civiltà romana, in mezzo a genti barbare e selvagge, accompagnata dalla nostalgia del passato e della vita che ha dovuto abbandonare. Il II libro della raccolta è costituito da un'unica lunga autodifesa indirizzata ad Augusto, che cerca di adulare per ottenerne il perdono. Nelle Epistuale ex Ponto (in quattro libri), formula un'invettiva contro un suo nemico. Vi è infine un'ultima opera, l'Halieutica, poema sulla pesca. Ovidio morì una decina di anni dopo l'inizio del suo esilio, attorno al 17-18 d.C..
(Ovidio, Tristia, I, 3.1-22.)

### Properzio

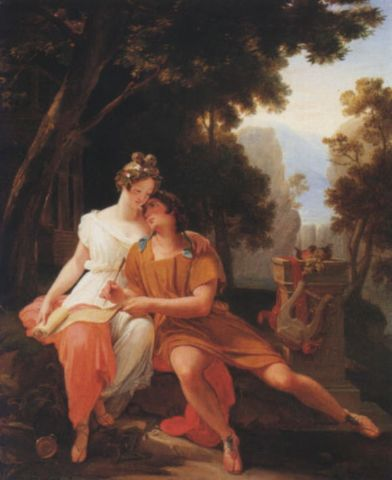
Auguste Jean Baptiste Vinchon, Propertius and Cynthia at Tivoli

Nacque in Umbria, probabilmente ad Assisi, attorno al 50 a.C., da famiglia borghese. La sua condizione economica subì una drastica riduzione con la guerra civile che devastò le campagne intorno a Perugia, tanto che alcuni possedimenti gli vennero confiscati. Il padre gli morì in tenera età. Questi accadimenti influirono molto sui suoi futuri componimenti, velandoli di grande tristezza e nostalgia per la sua terra natia. Non a caso ricorrono nei suoi componimenti immagini sepolcrali, che ricordano evidentemente questo triste periodo della sua fanciullezza. Giunto a Roma con la madre, si dedicò ai primi componimenti poetici, lasciando da parte politica ed oratoria, che proprio non gli si addicevano.
Scrisse quattro libri di elegie. Il primo dei quali, con il nome di monobiblos, fu pubblicato nel 27 a.C. ed è interamente dedicato a Cynthia (che nella realtà sembra si chiamasse Hostia, e con la quale ebbe una relazione di cinque anni). Racconta in modo esplosivo ed intenso la progressione del suo amore: dalla tenerezza nei suoi confronti, alla delusione per l'infedeltà della donna, al distacco (che culminò poi con la morte della ragazza, da qui idealizzata dal poeta). Dopo questo primo libro, Properzio venne accolto nel "circolo di Mecenate", generando in lui il proposito di ascoltare tutt'altra ispirazione poetica che si sviluppasse in un prossimo impegno civile (la lode delle gesta di Augusto). Ma nelle elegie successive, dove la passione d'amore si fa più complessa e tormentata (nel secondo libro) e poi più fredda (nel terzo), traspare una blanda promessa di un carme lirico in un imprecisato futuro (forse l'impegno fu assolto invece da Orazio con il Carmen Saeculare), e un rifiuto a cantare le gesta del princeps schermendosi di non voler impegnarsi in un compito superiore alle sue forze e di non essere adatto alla poesia civile.
Ma è nel quarto libro (tramandato sotto il nome di Elegie romane) che il poeta s'infiamma ancora per Cinzia, ormai morta e mai completamente dimenticata, per la quale nutre ancora una violenta passione (settima e ottava elegia), in un contesto che vuole celebrare l'amore coniugale (in particolare l'undicesima elegia, chiamata regina elegiarum) e Roma, la città e le sue tradizioni (descrivendo i miti di Tarpea, Ercole e Caco, il dio Vertumno, Giove Feretrio, fino alla vittoria di Augusto ad Azio). Il suo disegno, improntato a riscrivere in senso patriottico gli Áitia di Callimaco, anticipa in forma di elegia i Fasti di Ovidio. Ma laddove la trappola della propaganda presagiva una scrittura erudita ed oscura, Properzio assai più di Tibullo esprime un calore e una sincerità di ispirazione che rendono il suo stile un mirabile equilibrio tra epica e poesia didascalica. Properzio morì in giovane età, attorno al 15 a.C., mentre la sua poesia stava ancora maturando.

### Tibullo

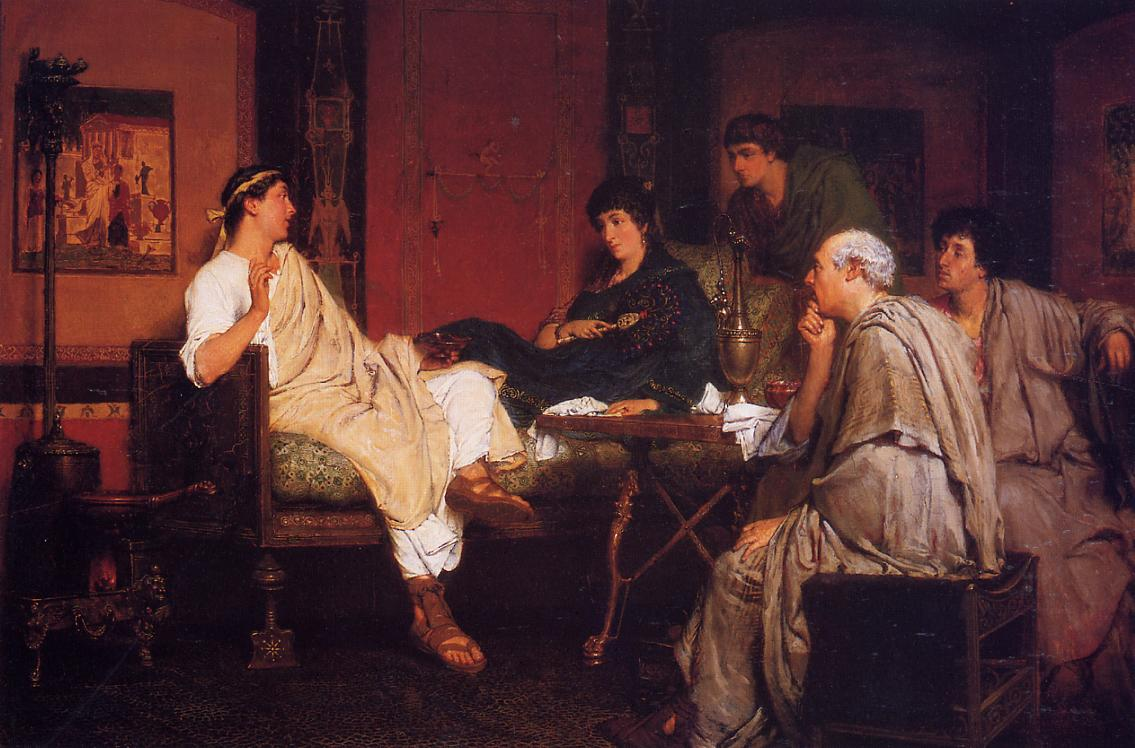
Il poeta Tibullo da un dipinto di Lawrence Alma-Tadema (1866)

Albio Tibullo (55-19 a.C.), era originario di Gabii, un piccolo paese nel Lazio, da una famiglia equestre molto ricca, andata però successivamente in declino a causa delle guerre civili. Entrò molto presto nel circolo letterario di Messalla Corvino, dove strinse amicizia con i maggiori poeti dell'epoca. Amava la vita tranquilla, la quiete della campagna dov'era nato e cresciuto. Aveva un'indole malinconica ed una grande fragilità di fronte alle amarezze della vita. Tre sono le donne da lui amate durante la sua vita: Delia, Glìcera e Nemesi. Il poeta morì pochi mesi dopo Virgilio, nel settembre del 19 a.C..
Più che una raccolta abbiamo una serie di raccolte tramandateci sotto il suo nome (Corpus Tibullianum), ma che in realtà sono di diversi autori. Di quattro libri, sono certamente tibulliani solo i primi due. Nel primo libro, composto da dieci elegie, molte sono dedicate a Delia (il cui vero nome sembra fosse Plania), donna tenera e gentile che ogni cuore innamorato sogna, al tempo stesso incostante e incline al tradimento. Nel secondo libro (composto da altre sei elegie) il poeta sembra invece aver dimenticato Delia in favore di un'altra protagonista, chiamata Nemesi, figura più sensuale, di cortigiana avida e spregiudicata. Estraneo alla poesia civile che caratterizzava i suoi contemporanei (fu amico di Orazio, ma nella sua poesia non sono mai citati né Augusto né Gaio Cilnio Mecenate). Particolare nell'elegia tibulliana vi è l'assenza del mito, sostituita dal fascino per il mondo agreste, diverso da quello teocriteo o virgiliano. Un terzo motivo tibulliano è la profonda esecrazione per la guerra e i suoi orrori. Vi sono quindi elogi sia alla vita agreste, sia al suo protettore Messalla e all'amico Cornuto.
Il terzo libro del Corpus Tibullianum (formato da venti componimenti in metro elegiaco, che la critica moderna ritiene appartenere a vari autori del "circolo di Messalla") riporta sei componimenti che un misterioso Ligdamo rivolge a Neera. Mentre è normale l'occultamento del nome dell'amata dietro pseudonimi ellenizzanti, è invece anomala la pseudonimia dell'autore. I suoi componimenti sono povera cosa accostati alle elegie tibulliane, in cui l'imitazione letteraria diventa luogo comune. In esse fa capolino l'ossessione funebre che ritroviamo (non è chiaro se prima o dopo) nei Tristia di Ovidio, tanto che alcuni autori moderni hanno ritenuto che Ligdamo fosse lo pseudonimo di un giovane Ovidio. Il settimo componimento è invece un Panegyricus Messallae che non sembra appartenere a Tibullo, ma ad un giovane adulatore. Le ultime due brevi elegie, la XIX e XX, sembrano invece appartenere a Tibullo.
Il quarto libro del Corpus Tibullianum oltre a un elogio di Messalla contiene tredici elegie di cui sei (VII-XII) sono un ciclo a sé stante di "biglietti" in distici elegiaci scritti da Sulpicia (nipote di Messalla) a Cerinto (grecizzazione del cognomen latino Cornutus). Esse sono poesie brevi e vibranti di un amore schietto e geloso. Non sussistono motivi né per l'identificazione né per la contraffazione di Sulpicia come autrice delle poesie: nel primo caso avremmo il primo esempio di scrittura letteraria femminile in latino.

### Virgilio

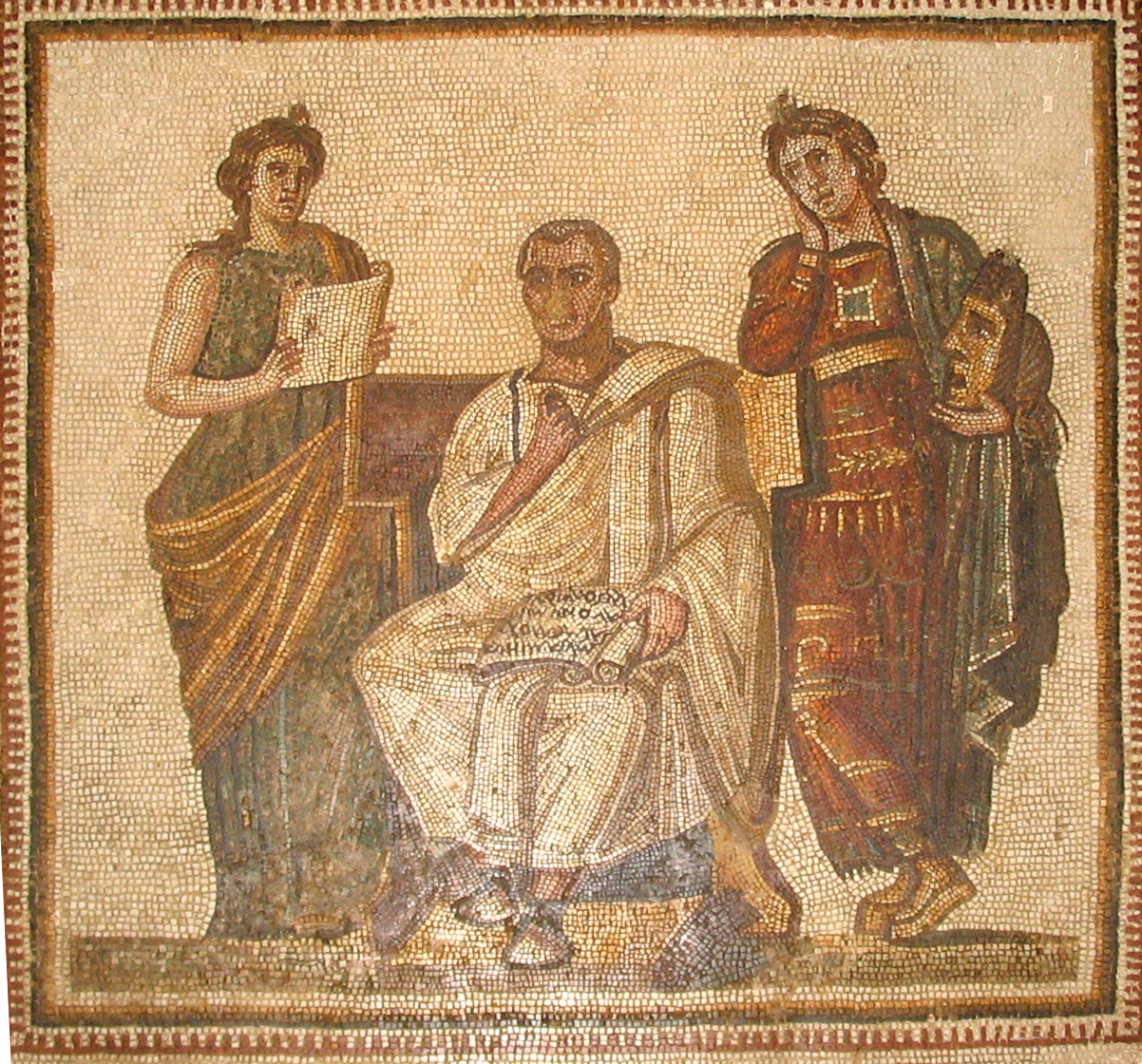
Virgilio con l'Eneide tra Clio e Melpomene, Museo nazionale del Bardo, Tunisi

Publio Virgilio Marone nacque ad Andes (Pietole Vecchia) nel 70 a.C., non molto distante da Mantua lungo le rive del Mincio. Questa campagna georgica gli rimase sempre impressa nella mente con grande nostalgia. Il padre, era un piccolo proprietario terriero arricchitosi tramite l'apicoltura, l'allevamento e l'artigianato, mentre la madre era la figlia di un facoltoso mercante. Virgilio studiò a Cremona, poi a Mediolanum (Milano) ed infine a Roma letteratura greca e latina, oltre a matematica e medicina. Qui conobbe molti poeti e uomini di cultura e si dedicò alla composizione delle sue opere. Nella capitale portò a termine la propria formazione oratoria studiando eloquenza alla scuola di Epidio. Lo studio dell'eloquenza doveva fare di lui un avvocato ed aprirgli la via per la conquista delle varie cariche politiche, ma l'oratoria di Epidio non era certo congeniale alla natura del mite Virgilio, riservato e timido, e dunque quanto mai inadatto a parlare in pubblico. Con la morte di Cesare e lo scoppio della guerra civile, la successiva distribuzione di terre ai veterani dopo la battaglia di Filippi mise in grave pericolo le sue proprietà nel mantovano ma, grazie all'intercessione dell'allora governatore della Gallia cisalpina, Pollione e dello stesso Ottaviano, riuscì ad evitare la confisca nel 41 a.C.. Sembra invece che, dopo la guerra di Perugia, nel 40 a.C., perdette definitivamente il terreno, rischiando la vita poiché si era opposto al centurione a cui era stato attribuito. Entrato in crisi esistenziale, non ancora trentenne, si trasferì dopo il 42 a.C. a Neapolis, dove frequentò la scuola dei filosofi Sirone e Filodemo ed apprese i precetti di Epicuro e conobbe importanti personaggi nel campo politico ed artistico.
In questi anni scrisse il suo primo importante componimento letterario, le Bucoliche o Ecloghe pastorali (tra il 42 ed il 39 a.C.), che grazie al successo ottenuto, lo misero in contatto con Mecenate il quale lo portò nel suo circolo letterario. Egli cominciò a frequentare le tenute terriere di Mecenate in Campania nei pressi di Atella ed in Sicilia. In questo periodo cominciò a scrivere le Georgiche (in quattro libri, di circa 500 esametri ciascuno), poema didascalico di argomento agricolo (tra 38/37 e 30/29 a.C.). I primi due libri (prima diade) trattavano di coltivazione (rispettivamente di cereali e alberi da frutto), i secondi due di allevamento (il III del bestiame, il IV delle api).
Attraverso Mecenate, Virgilio conobbe Augusto e collaborò alla diffusione della sua ideologia politica. Divenne il maggiore poeta di Roma e dell'impero. Morì a Brindisi il 21 settembre del 19 a.C., di ritorno da un viaggio in Grecia. Prima di morire, Virgilio raccomandò ai suoi compagni di studio Plozio Tucca e Vario Rufo di distruggere il manoscritto dell'Eneide, che lo aveva impegnato per dieci anni, dal 29 al 19 a.C.. Egli, da perfezionista qual era, non voleva che fosse pubblicata prima della revisioni dei dettagli, in seguito al suo viaggio in Grecia. Ma i due, per timore o per colpa, consegnarono i manoscritti all'imperatore che salvò l'opera dalla distruzione. L'Eneide rappresentò per i Romani quello che i poemi omerici furono per i Greci: un poema nazionale che rappresentasse le origini e la potenza di Roma.
Il sommo poeta romano trovò la sua ispirazione non solo nell'amor patrio, ma soprattutto nell'essere profondamente legato alla terra, alla vita agreste della sua infanzia, alla pietas religiosa ed alla provvidenza divina, valori che vennero a coincidere in parte con il programma politico e civico di Augusto. Si aggiunga che la meditazione profonda del poeta si rifaceva più che alle sorti di Roma, a quelle del destino dell'intero genere umano.

### Vitruvio

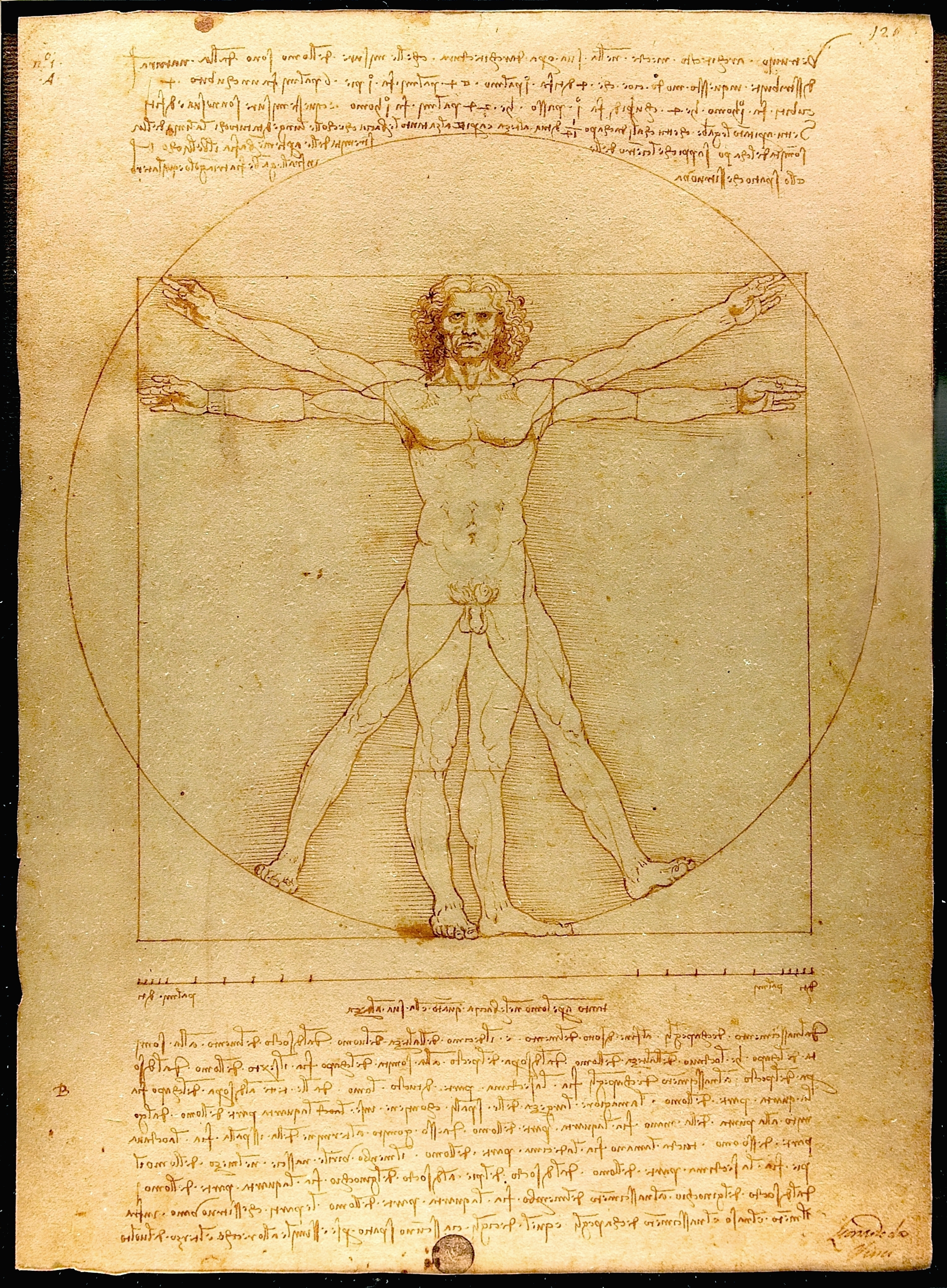
Luomo vitruviano di Leonardo da Vinci, una rappresentazione basata su studi condotti da Vitruvio sulle proporzioni del corpo umano

Marco Vitruvio Pollione (80-70 a.C. — dopo il 15 a.C.), fu ingegnere e architetto, considerato il più famoso teorico dell'architettura romana. Scarse risultano le notizie della sua vita. Fu probabilmente ufficiale sovrintendente alle macchine da guerra sotto Giulio Cesare e poi architetto-ingegnere sotto Augusto, anche se l'unica opera che lui stesso si attribuisce di aver progettato e costruito è la basilica di Fano.
Rimase famoso per il suo trattato De architectura (Sull'architettura), in 10 libri, dedicato ad Augusto (che gli aveva concesso una pensione), scritto probabilmente tra il 29 e il 23 a.C.. Il De architectura è l'unico testo integro in latino di architettura, tra i pochi giunti, in modo più o meno frammentario, fino a noi; l'influenza sulla cultura occidentale è principalmente dovuta proprio a questa sua unicità. Tuttavia l'influenza dell'opera di Vitruvio sui suoi contemporanei sembra sia stata molto limitata. Il trattato fu scritto in un momento in cui l'architettura romana stava per rinnovarsi profondamente con le grandi costruzioni in laterizio e l'utilizzo di volte e cupole, di cui Vitruvio sembra non occuparsi. D'altro canto la sua autorità in campo tecnico e architettonico è testimoniata dai riferimenti alla sua opera presenti negli autori successivi come Frontino. L'opera trattava oltre che di architettura, anche di geografia, climatologia, astronomia, meccanica, idraulica e matematica, poiché Vitruvio riteneva che non era possibile essere un buon architetto senza conoscere tutte queste altre discipline scientifiche. Vitruvio dà poi grande importanza tra ciò che sono le teorie matematiche e la loro messa in pratica, vale a dire tra scienza teorica e tecnica applicata, concetto per noi moderno estremamente banale, non altrettanto per gli antichi; uno dei pochi esempi dove scienza e tecnica non rimasero separati fu con Archimede.
Nel XV secolo la conoscenza e l'interesse per Vitruvio crebbero sempre più, grazie soprattutto ad architetti umanisti come Lorenzo Ghiberti, Leon Battista Alberti, Francesco di Giorgio Martini, Raffaello, Fabio Calvo, Paolo Giovio, fra Giocondo da Verona. Nel 1486 il trattato fu pubblicato a stampa per la prima volta da Sulpicio da Veroli e nel 1521 uscì la prima edizione tradotta in italiano da Cesare Cesariano. A partire dal XV secolo il trattato è stato uno dei fondamenti teorici dell'architettura occidentale fino alla fine del XIX secolo.

### Altri autori minori
- Gaio Cornelio Gallo (69-26 a.C.), scrisse Amores in quattro libri, in cui cantò la sua passione per Citeride, sotto il nome di Licoride. La sua elegia è debitrice a Partenio di Nicea, non meno che a Euforione di Calcide, per l'ampliamento dell'elegia rispetto al breve giro di versi degli epigrammi, e per l'erudizione geografica e mitologica. All'elegia di Cornelio Gallo si fa risalire la concezione della poesia come forma di corteggiamento in cui la donna amata sia la destinataria privilegiata delle poesie.[72] Tibullo e Virgilio gli tributarono sincero omaggio nelle loro opere dimostrandone l'influenza. Si può considerare intermediario fra i poetae novi e gli elegiaci di età augustea.
- Vario Rufo (74-14 a.C.), poeta del circolo di Mecenate. Amico di Virgilio, dopo la morte di questi curò insieme a Plozio Tucca la pubblicazione sia dell'Eneide che delle opere di Orazio. Da Macrobio[81] sappiano che Vario compose un poema epico (De morte). La sua produzione letteraria più famosa fu la tragedia Tieste, che Quintiliano riteneva non essere inferiore ad alcuna tragedia greca.[82] In onore dell'imperatore, scrisse anche un breve carmen il cui titolo era Panegyricus Augusti, rinunciando però ad un grande poema epico che gli era stato richiesto da Augusto e Gaio Cilnio Mecenate.
- Grazio Falisco (43 a.C.-14 d.C., poeta che scrisse il Cynegeticon, un trattato sulla cinegetica (caccia con i cani) in 540 versi.[83].
- Gaio Giulio Igino (64 a.C.-17 d.C.), bibliotecario, poeta e mitografo, liberto dell'imperatore Ottaviano Augusto. Fu direttore della biblioteca del tempio di Apollo sul Palatino. Uomo di cultura, fu amico di Ovidio. Scrisse numerose opere di filologia, geografia, storia, agricoltura e critica, di cui ci sono giunti solamente i titoli o pochi frammenti.
- Marco Verrio Flacco (55 a.C.-20 d.C.), grammatico e filosofo, era un liberto forse originario di Preneste. Insegnò ed introdusse un nuovo sistema educativo. A differenza dei suoi colleghi, che prediligevano un tipo di apprendimento passivo da parte degli studenti, Verrio Flacco ne utilizzava uno basato sulla competizione e la promessa di un premio (di solito un libro di valore) per il vincitore. Questo sistema, per i tempi certo innovativo, gli valse grande fama, tanto che lo stesso Augusto lo scelse come precettore dei suoi figli. La sua opera più importante è il De verborum significatu, il prodotto più completo ed erudito dell'antica lessicografia latina. Il testo è a noi noto grazie al compendio che ne fece Festo (II secolo)[16] e il successivo compendio di Festo operato da Paolo Diacono (VIII secolo). Si trattava di un "vocabolario" di termini rari e eruditi, ordinati alfabeticamente e corredati di citazioni di autori precedenti utili a capirne contesto e significato.
- Marco Antistio Labeone (morto il 10/11 d.C.), giurista e filologo, fu allievo del giureconsulto Trebazio. Fu per tradizione familiare un convinto repubblicano ed il suo più famoso rivale, sia in politica, sia nell'ambito specifico della giurisprudenza, fu Gaio Ateio Capitone, famosissimo giureconsulto romano. Trovandosi a dover vivere il momento di passaggio dalla repubblica al principato non esitò a schierarsi a favore della prima, arrivando a rifiutare il consolato offertogli da Augusto. Il suo cursus honorum si fermò, pertanto, alla carica di pretore. Fu un fecondissimo scrittore di opere giuridiche. Secondo quanto scrive il giurista Pomponio nel Liber singularis enchiridii, fu l'autore di ben 400 opere giuridiche, un numero certo di assoluta eccezionalità nell'antica Roma.[31]
- Gaio Ateio Capitone (38 a.C. - 22 d.C.), fu il più insigne giurista della prima età imperiale insieme al rivale, Marco Antistio Labeone, dal quale si differenziava sia per le opinioni politiche, sia nell'ambito più specifico della giurisprudenza. Capitone aderì precocemente al nuovo ordine costituzionale romano legandosi ben presto ad Augusto. Le sue idee politiche gli garantirono il favore dell'imperatore che lo ricompensò facendolo accedere al consolato (sebbene solo come consul suffectus) all'età di 43 anni, nel 5 d.C..
- Lucio Cestio Pio (I secolo a.C. & d.C.), educatore e retorico latino era nativo di Smyrna, città di origine greca. Secondo Gerolamo esercitava a Roma come insegnante di latino nel 13 a.C.. Visse fino a dopo la clades variana del 9 d.C..[84] Cestio ebbe grande reputazione come insegnante. Le sue opere e le sue declamazioni oratirie sono ricordate soprattutto da Seneca, nella sua opera Oratorum et rhetorum sententiae, divisiones, colores.
- Gneo Pompeo Trogo (I secolo a.C.), storico e naturista, era oriundo della Gallia Narbonense ed apparteneva all'aristocrazia ellenizzata che aveva collaborato con i Romani ottenendo la cittadinanza. Il nonno aveva combattuto per Pompeo Magno diventandone cliens ed aveva avuto il privilegio di fregiarsi del suo nome. La sua opera principale è le Historiae Philippicae in 44 libri, una vera e propria storia universale, che andava dalle antichissime vicende di Babilonia fino ai suoi tempi.[85] Possediamo solo il compendio di Marco Giuniano Giustino. L'opera è una storia dell'Oriente che ha come perno la dinastia macedone, come si desume dal titolo che si ricollega a Filippo II di Macedonia fondatore della dinastia macedone. La storia di Trogo si fonda sul principio della successione degli imperi: da quello assiro-babilonese a quello persiano, al macedone, fino a quello romano, che divideva il mondo con quello dei Parti, per i quali sembra nutrire una certa simpatia e ammirazione. Questo atteggiamento di Trogo, anti-romano, dimostra che, per quanto fosse cittadino romano, nelle province vi era un certo dissenso verso il dominio romano.[85]
- Marco Porcio Latrone (58/55 a.C. - 3/4 d.C.), fu un celebre retore romano del I secolo, considerato uno dei fondatori della retorica scolastica. Appartenente alla Gens Porcia, nacque in Spagna. Fu coetaneo, conterraneo ed amico di Seneca il Vecchio, che gli dedicò vari scritti che costituiscono anche la maggiore fonte di informazioni. Intorno al 30 a.C. divenne professore di retorica ed aprì una propria scuola che fu frequentata da illustri personaggi fra cui Ovidio e Abronio Silo. Nel 17 a.C., declamò davanti ad Augusto e Marco Vipsanio Agrippa.
- Gaio Valgio Rufo (65 a.C. - post 12 a.C.), ebbe una formazione retorica, come era prassi per i giovani romani che si avviavano alla carriera politica. Egli si collocò politicamente nell'area vicina ad Augusto e fu consul suffectus nel 12 a.C.. Fece parte del Circolo di Mecenate dove venne apprezzato anche da Orazio che lo menzionò nella Satira[86] e gli indirizzò l'Ode[87] Contemporaneamente si avvicinò anche al Circolo di Messalla Corvino, dove era celebrata la poesia pastorale e si esaltava la pace della campagna e l'amore. Tibullo lo cita nelle sue Elegie.[88] e nel Panegyricus Messallae. Valgio non si limitò alla poesia. Discusse questioni grammaticali per corrispondenza, tradusse in latino ed elaborò il manuale di retorica Tèkne retorikè del suo maestro Apollodoro di Pergamo e cominciò un trattato sulle piante medicinali, dedicato ad Augusto, andato perduto, ma che viene ricordato dalla citazione di Plinio il Vecchio.